# Ютландское сражение
Ютла́ндское сраже́ние (англ. Battle of Jutland, нем. Skagerrakschlacht; 31 мая — 1 июня 1916) — крупнейшее морское сражение Первой мировой войны, в котором сошлись германский и британский флоты. Произошло в Северном море близ датского полуострова Ютландия, в проливе Скагеррак (поэтому сражение иногда называют «Скагерракским»).

## Предыстория
В годы Первой мировой войны основные силы германского флота были собраны в составе Флота открытого моря. Ему противостоял созданный с началом войны британский Гранд-Флит, образованный слиянием Атлантического флота и флота Метрополии. В начале войны Флот открытого моря не предпринимал активных действий, поскольку немцы рассчитывали на быструю победу на суше. Кроме того, британский флот обладал перевесом в количестве дредноутов. Поэтому, проанализировав тактику британского флота в предыдущих войнах, немцы рассчитывали на то, что британцы предпримут атаку крупными силами на порты и базы германского побережья. Огонь береговых батарей, минные постановки, атаки подводных лодок и миноносцев должны были привести к потере британцами части своих капитальных кораблей. После этого германский флот мог рассчитывать на победу в генеральном сражении за счёт индивидуального превосходства своих линейных кораблей и крейсеров.
Вопреки ожиданиям германцев, командующий Гранд-Флитом адмирал Джеллико выбрал тактику дальней морской блокады германского побережья. Линейный флот находился на удалённой базе в Скапа-Флоу в готовности к выходу. В августе 1914 года британцы провели вылазку крейсерских сил, которая привела к сражению в Гельголандской бухте и гибели трёх германских лёгких крейсеров, находившихся в море без прикрытия тяжёлых кораблей. В результате инициатива германского командующего адмирала Ингеноля была ещё больше скована прямым указом кайзера, запрещавшим выход в море крупных кораблей без его личной санкции.
В результате провала германского генерального наступления на Западном фронте стало ясно, что война затягивается, поэтому германский флот активизировал свои действия. Набеги соединения германских линейных крейсеров под командованием Хиппера на британское побережье должны были заставить британцев рассредоточить для защиты побережья линейные силы. Рассчитывая выманить и уничтожить часть британского флота, эти набеги сопровождались выходом всего Флота открытого моря. Во время набега на Скарборо 16 декабря 1914 года Ингеноль упустил шанс разбить вышедшую в море британскую 2-ю эскадру линейных кораблей, за что подвергся жёсткой критике.
Для противодействия этим вылазкам в Росайт были переведены линейные крейсера, находившиеся под командованием адмирала Битти. В 1914 году была сформирована криптографическая секция Британского Адмиралтейства — «комната 40», занимавшаяся дешифровкой германских радиограмм. После передачи Россией книги сигналов с лёгкого крейсера «Магдебург», севшего 26 августа 1914 года на камни близ берега в Финском заливе, британцы смогли расшифровать германские военно-морские коды. Взлом кодов позволил читать перехватываемые радиограммы немцев. Благодаря перехвату радиосообщений 24 января 1915 года опрометчивая вылазка германских линейных крейсеров Хиппера завершилась боем у Доггер-банки и гибелью броненосного крейсера «Блюхер». Ингеноль был смещён, и его пост занял глава Морского генерального штаба Гуго фон Поль. Под его руководством флот в 1915 году вёл малоактивные действия. Крупные корабли выходили в море всего пять раз, не отходя более чем на 100 миль от Гельголанда. Фон Поль рассчитывал на действенность блокады британских островов подводными лодками, на что были направлены основные усилия германского флота. Однако эффективность действий подлодок оказалась также невелика. Не желая выступления США на стороне Антанты, немцы ограничивали активность своих субмарин после постоянных протестов американского правительства.
Из-за болезни фон Поля его сменил в начале 1916 года адмирал Шеер, развивший активную деятельность. Шеер считал целями флота нанесение неприемлемого ущерба британскому судоходству и существенного урона Гранд-Флиту. В феврале 1916 года Шеер согласовал свой план с кайзером, и уже весной началась неограниченная подводная война — теперь командирам лодок было позволено топить транспорты из подводного положения без необходимости досматривать их. Возобновились выходы в море линейных сил. Стратегически же задача Шеера усложнилась. В начале ноября 1914 года для немцев было самое благоприятное соотношение сил. Часть британских капитальных кораблей тогда находилась в ремонте или проходила курс боевой подготовки после ввода в строй. Поэтому из 21 числившегося в строю дредноута Гран-Флит мог выставить только 17, против 15 германских. К 1916 году британцы ввели в строй новые дредноуты, в том числе с 381-мм орудиями. Немцы, рассчитывая быстро завершить войну, достраивали только два дредноута с 380-мм артиллерией, не строя новых. В результате к лету 1916 года в строю находились 18 германских дредноутов против 32 британских. Поэтому в 1916 году встречаться со всем британским флотом в генеральном сражении Шеер не рисковал, рассчитывая выманить из баз и уничтожить только часть Гранд-Флита.
Рейды германских крейсеров возобновились, и уже 25 апреля состоялся обстрел Ярмута и Лоустфорта. Флот открытого моря находился в море на случай выхода части кораблей британского флота. Гранд-Флит и линейные крейсера Битти вышли в море, но перехватить противника не успели. Возобновление обстрелов британского побережья шокировало британское общественное мнение. Командующий Гранд-Флитом Джеллико пообещал более активно противодействовать вылазкам германского флота и передислоцировать свои корабли ближе к югу, чтобы иметь возможность лучше защищать британское побережье. В надежде выманить Флот открытого моря из баз британский флот также прибегнул к тактике набеговых операций.
С 1915 года немцы стали активно использовать дирижабли как для бомбардировки британских островов, так и проведения разведки в интересах флота. Сбить дирижабль в воздухе было сложной задачей, поэтому британский флот предпринял попытки уничтожить их на аэробазах с помощью гидросамолётов с кораблей. По сведениям разведки, база цеппелинов находилась в Хойере в Шлезвиге. 24 марта 1916 года 5 самолётов с гидроавианосца «Виндекс» вылетели к цели, но данные разведки оказались не точны. База находилась дальше, в Тондерне; и единственный добравшийся до неё самолёт не смог точно сбросить бомбы. В море также вышли основные силы Флота открытого моря и только плохая погода и наступление темноты не позволили им вступить в бой с линейными крейсерами Битти, осуществлявшими дальнее прикрытие британской операции. Ответом на рейд немцев 25 апреля стала ещё большая по масштабам операция Гранд-флита. Подходы к Гельголандской бухте со стороны моря были перекрыты немецкими минными заграждениями. Проходы через них находились близ побережья — у Боркума и недалеко от Хорнс-рифа у плавучего маяка Виль. Операция началась в ночь на 3 мая. Два минных заградителя выставили мины у выходов из германского минного заграждения. Были отправлены три подводные лодки к Терсхеллингу (западный выход) и шесть — к Хорнс-рифу (северный выход). С носителей гидросамолётов «Виндекс» и «Энгадайн» стартовали 9 самолётов для атаки на цеппелины в Тондерне. Ожидалось, что Флот открытого моря, как и 24 марта, выйдет из своих баз для поиска британских кораблей. Германский флот должен был попасть на выставленные мины и засаду подводных лодок. После этого германский флот должны были встретить находившиеся в море линейные крейсера Битти и линкоры Гранд-Флита. Но целей операции добиться не удалось. Базу цеппелинов атаковал только один самолёт, не нанеся существенных повреждений, а выхода Флота открытого моря так и не последовало.

## Планы сторон
1 марта 1916 года с подачи Шеера началась неограниченная подводная война против коммерческого судоходства союзников у берегов Британских островов. После дипломатического давления США Германия была вынуждена прекратить неограниченную подводную войну и следовать законам призового права, требовавшим останавливать и досматривать суда. Шеер счёл нерациональным использовать подводные лодки подобным образом, и их было решено привлечь к новой операции флота, запланированной на 17—18 мая 1916 года. Линейные крейсера, крейсера 2-й разведывательной группы и три флотилии миноносцев должны были совершить набег на Сандерленд и тем самым выманить часть сил Гранд-Флита в море, где бы их уже поджидали дредноуты Флота открытого моря. Германские подводные лодки должны были занять позиции у выходов из британских баз. Разведка с помощью дирижаблей должна была уберечь от неожиданного появления основных сил Гранд-Флита.
9 больших подлодок вышли в море 17—18 мая и начали патрулирование с 22 мая. Несколько лодок были развёрнуты у выхода из минного заграждения близ Тершеллинга. У британских баз патрулировали и несколько малых подлодок. Между тем германская операция постоянно откладывалась. Так, она был перенесена с 17 на 23 мая из-за ремонтных работ на нескольких дредноутах 3-й дивизии. 22 мая должен был завершиться ремонт «Зейдлица», подорвавшегося на мине 25 апреля. К началу операции ремонт завершить не успевали, а без этого линейного крейсера Шеер не хотел выходить в море. Корабль подготовили к выходу только 28 мая. К этому времени погода испортилась. Из-за сильного ветра использование дирижаблей стало невозможным. Между тем у развёрнутых в море подводных лодок заканчивались запасы топлива, и они должны были сняться с позиций 1 июня. На проведение операции оставалось всего несколько дней. Без разведки дирижаблями существовал риск не заметить выход главных сил Гранд-Флита, поэтому Шеер изменил план операции. Линейные крейсера должны были выйти к Скагерраку для нарушения коммерческого судоходства. В этом случае противник мог подойти только с запада, и разведку с этого направления должны были обеспечить лёгкие крейсера и миноносцы. Подлодкам был передан кодовый сигнал «31 Gg.2490», означавший, что операция будет начата 31 мая в 15:40.
В середине мая британская 3-я эскадра линейных крейсеров ушла в Скапа-Флоу на учения. Временно ей на замену к линейным крейсерам Битти в Росайт была отправлена 5-я эскадра линкоров, состоявшая из четырёх быстроходных кораблей типа «Куин Элизабет». К концу мая британцы запланировали собственную операцию по втягиванию Флота открытого моря в генеральное сражение. Две крейсерских эскадры должны были 2 июня пройти проливы Скагеррак и Каттегат, затем дойти до Зунда и вернуться обратно. Три подводные лодки должны были караулить германские корабли у Хорнс-рифа. К северу от минных заграждений, поджидая немецкий флот, должны были курсировать эскадры линейных крейсеров и линкоров Гранд-Флита.
Немцы приняли меры для снижения вероятности раскрытия своей операции. Соблюдалось радиомолчание, а радиосигнал с флагмана Шеера линкора «Фридрих дер Гроссе» сначала передавался на радиостанцию в Вильгельмсхафене и уже оттуда на корабли флота. Таким образом создавалось впечатление, что германские дредноуты стоят в базе. Однако замеченное британской разведкой увеличение активности германских подлодок заставило предположить, что затевается крупная операция. Перехваченный сигнал «31 Gg.2490» расшифровать не удалось, но стало ясно, что операция началась. В полдень 30 мая эти сведения были доложены адмиралу Джеллико. Не зная цели немецкой операции, Джеллико запланировал выход главных сил из Скапа-Флоу и линейных крейсеров Битти из Росайта со встречей к востоку от Лонг Фортис — простиравшегося на 100 миль к востоку от Абердина района . Из него британцы могли оперативно выдвинуться к Скагерраку или северному побережью Англии. К 14:00 31 мая линкоры Гранд-Флита должны были достичь точки 57°45′ с. ш. 4°15′ в. д.. К этому времени Битти должен был быть в 69 милях к юго-востоку, в точке с координатами57°45′ с. ш. 4°15′ в. д.. Здесь он должен был повернуть на север, навстречу Джеллико. При встрече флотов Битти получал обратно в своё распоряжение 3-ю эскадру линейных крейсеров, а 5-я эскадра линкоров должна была идти с Гранд-Флитом. 5-я эскадра по замыслу Джеллико должна была исполнять роль быстроходного крыла при основных силах Гранд-Флита. На случай атаки на южное побережье на своём месте оставались Гарвичские крейсерские силы коммодора Тервитта и в Ширнесе 3-я эскадра линкоров Брэдфорда, состоявшая из додредноутов.
Силы Битти вышли в море в 22:30 30 мая, на несколько часов раньше немцев. Германская 1-я и 2-я разведывательные группы под командованием Хиппера вышли из устья Яде в 1:00 31 мая. В 2:30 за ними потянулись в море основные силы Флота открытого моря — 1-я и 3-я дивизии дредноутов. В 2:45 снялись с якоря шесть додредноутов 2-й дивизии, привлечённых Шеером к операции буквально в последний момент.

## Силы сторон

### Германия
1-я разведывательная группа Флота открытого моря, которой командовал контр-адмирал Хиппер, состояла из линейных крейсеров «Лютцов», «Дерфлингер», «Зейдлиц», «Мольтке» и «Фон дер Танн». Её сопровождали 2-я разведывательная группа контр-адмирала Бёдикера (лёгкие крейсера «Франкфурт», «Висбаден», «Пиллау», «Эльбинг»), а также 2-я, 6-я и 9-я флотилии эсминцев под командованием коммодора Гейнриха, находившегося на лёгком крейсере «Регенсбург». Всего в соединение под общим командованием Хиппера входило 5 линейных крейсеров, 5 лёгких крейсеров и 30 эскадренных миноносцев.
Основные силы Флота открытого моря возглавляла 3-я дивизия линкоров (7 дредноутов типов «Кёниг» и «Кайзер») под командованием контр-адмирала Бенке, в середине строя шёл флагманский линейный корабль Шеера «Фридрих дер Гроссе», затем 1-я дивизия линкоров (8 дредноутов типов «Остфрисланд» и «Нассау») вице-адмирала Эрхарда Шмидта. Замыкала строй 2-я дивизия контр-адмирала Мауве — шесть броненосцев типов «Дойчланд» и «Брауншвейг». Линейный флот сопровождали 4-я разведывательная группа коммодора Рейтера (лёгкие крейсера «Штеттин», «Мюнхен», «Фрауэнлоб», «Штутгарт» и временно приданный группе «Гамбург») и 1-я, 3-я, 5-я и 7-я миноносные флотилии под общим командованием коммодора Михельсена на лёгком крейсере «Росток». Всего с Шеером шли 16 дредноутов, 6 додредноутов, 6 лёгких крейсеров и 31 миноносец.
Из немецких дредноутов в операции не участвовали «Кёниг Альберт», имевший проблемы с пароконденсатором, и «Байерн» с 380-мм орудиями, который хоть и вошёл в строй 18 марта, но считался ещё не готовым к бою, и проводил боевую подготовку на Балтике.

### Британия
Силы адмирала Битти состояли из 1-й эскадры линейных крейсеров контр-адмирала Брока («Лайон», «Принцес Ройал», «Куин Мэри», «Тайгер») и 2-й эскадры линейных крейсеров контр-адмирала Пакенхэма («Нью Зиленд», «Индефатигебл»). Битти держал свой флаг на «Лайоне». Вместе с Битти шла приданная ему 5-я эскадра линкоров, состоявшая из четырёх быстроходных кораблей типа «Куин Элизабет» с 381-мм орудиями — «Бархэм», «Вэлиент», «Уорспайт» и «Малайя» под флагом контр-адмирала Хью Эван-Томаса. С ними шли три эскадры лёгких крейсеров, каждая по 4 крейсера: 1-я коммодора Александер-Синклера, 2-я коммодора Гуденафа и 3-я контр-адмирала Нейпира. Их сопровождали флотилии эсминцев — 1-я (лёгкий крейсер «Фиэрлесс» и 9 эсминцев), 9-я и 10-я (8 эсминцев) и 13-я (лёгкий крейсер «Чемпион» и 10 эсминцев), а также гидроавиатранспорт «Энгедайн». Всего силы Битти насчитывали 6 линейных крейсеров, 4 линкора, 14 лёгких крейсеров и 27 эсминцев.
Основные силы Гранд-Флита вышедшие из Скапа-Флоу, насчитывали 24 дредноута: 3 эскадры дредноутов, в каждой по два дивизиона из четырёх кораблей — 1-я эскадра вице-адмирала Берни, 2-я эскадра адмирала сэра Мартина Джеррама и 4-я эскадра вице-адмирала Стэрди. Вместе с ними вышли 3-я эскадра линейных крейсеров контр-адмирала Худа («Инвинсибл», «Инфлексибл» и «Индомитебл»), 1-я и 3-я эскадры крейсеров (по 4 броненосных крейсера) контр-адмиралов Арбетнота и Хита. Главные силы флота сопровождала 4-я эскадра лёгких крейсеров коммодора Ле Мезюрье (5 крейсеров), и 5 лёгких крейсеров, приданных из других соединений. Их сопровождали флотилии эсминцев — 4-я (19 эсминцев), 11-я (лёгкий крейсер «Кастор» и 15 эсминцев) и 12-я (16 эсминцев). Командующий Гранд-Флитом адмирал Джеллико держал флаг на линкоре «Айрон Дюк», для поручений ему был придан эсминец «Оак». С флотом также шёл минный заградитель «Эбдиэл», который имел собственную отдельную задачу. Всего с Джеллико шли 24 дредноута, 3 линейных крейсера, 8 броненосных крейсеров, 12 лёгких крейсеров и 51 эсминец.
Помимо ранее упомянутого линейного крейсера «Австралия», в бою не смогли участвовать два британских дредноута с 381-мм орудиями: «Ройал Соверен» вошёл в строй только 25 мая и не был готов к бою, а «Куин Элизабет» стоял в ремонте. Также в ремонте находились линкоры «Имперор оф Индиа» (343-мм орудия) и собственно «Дредноут» (305-мм).
Сравнение сил сторон
| Корабли противников по типам | Корабли противников по типам | Корабли противников по типам | Корабли противников по типам | Корабли противников по типам |
|                              | В строю                      | В строю                      | Приняли участие в сражении   | Приняли участие в сражении   |
|                              | Британия                     | Германия                     | Британия                     | Германия                     |
| ---------------------------- | ---------------------------- | ---------------------------- | ---------------------------- | ---------------------------- |
| Линкоры                      | 32                           | 18                           | 28                           | 16                           |
| Линейные крейсера            | 10                           | 5                            | 9                            | 5                            |
| Додредноуты                  | 7                            | 7                            | 0                            | 6                            |
| Броненосные крейсера         | 13                           | 0                            | 8                            | 0                            |
| Лёгкие крейсера              | 32                           | 14                           | 26                           | 11                           |
| Лидеры миноносцев            | 8                            | 0                            | 5                            | 0                            |
| Эсминцы                      | 182                          | 79                           | 73                           | 61                           |
| Минные заградители           | 1                            | 1                            | 1                            | 0                            |
| Гидроавианосцы               | 3                            | 0                            | 1                            | 0                            |
| Дирижабли                    | 0                            | 10                           | 0                            | 0                            |
| Подлодки                     | ?                            | 45                           | 0                            | 0                            |
| ИТОГО                        |                              |                              | 151                          | 99                           |

Гранд-Флит обладал неоспоримым преимуществом по числу линкоров-дредноутов (28 против 16 у Флота открытого моря) и линейных крейсеров (9 против 5). Британские капитальные корабли несли 272 орудия против 200 немецких. Ещё большее преимущество было в массе бортового залпа. На британских кораблях стояли 48 381-мм, 10 356-мм, 110 343-мм и 104 305-мм орудия. На германских — 128 305-мм и 72 280-мм. Соотношение бортового залпа составляло 2,5:1 — 150,76 тонн у британцев против 60,88 тонн у немцев. Преимущество британцев в артиллерии компенсировалось более толстой германской бронёй. В пользу немцев были лучшие деление кораблей на отсеки и организация борьбы за живучесть. Также смягчающую роль играли обстоятельства, которым придали значение уже после сражения — британские крупнокалиберные снаряды часто разрушались при попадании, а кордит, применявшийся в орудийных зарядах, обладал повышенной взрывоопасностью.
Для хоть какой-то компенсации преимущества Гранд-Флита в дредноутах Шеер взял с собой броненосцы 2-й дивизии. Они представляли сомнительную ценность в линейном бою — тихоходные броненосцы сковывали остальные германские корабли, будучи, по признанию самих немцев, «кораблями на 5 минут боя».
Британцы также имели подавляющее преимущество в крейсерах — восемь броненосных и 26 лёгких против одиннадцати лёгких германских. Правда, британские броненосные крейсера были плохо приспособлены для действий с флотом: их скорость была ненамного выше, чем у линкоров; по сравнению с современными лёгкими крейсерами их скорость была явно недостаточной, а линейным крейсерам они уступали по всем статьям. Из германских пять крейсеров 4-й разведывательной группы по меркам 1916 года считались слишком медленными и слабо вооружёнными. Количество эсминцев у британцев также было значительно больше. Последнее обстоятельство частично компенсировалось тем, что по количеству торпедных труб немцы даже имели преимущество — 326 500-мм против 260 533-мм на британских.
Если бы бой произошёл до присоединения к Битти 3-й эскадры ЛКР (как и произошло в действительности), то 5-я эскадра ЛК могла не угнаться за линейными крейсерами. И тогда соотношение сил для линейных крейсеров противников становилось 6:5. Распределение эсминцев также не было благоприятным для Битти — против 30 эсминцев Хиппера он имел 27 эсминцев, при этом 13 из них имели слишком малую скорость для совместных действий с линейными крейсерами.

## Ход сражения

### Встреча противников
Ловушка из германских подводных лодок не сработала. Британские корабли без потерь вышли в море. U-32 безуспешно выпустила торпеды по крейсерам «Галатея» и «Фаэтон» и заметила выход 2-й эскадры линейных крейсеров. U-66 не смогла выйти в атаку, но заметила выход восьми кораблей 2-й эскадры линкоров. Обе лодки сообщили о замеченных кораблях. Тем не менее немцы считали, что в море вышла только часть британского флота, не догадываясь о том, что в море вышел весь Гранд-Флит. Поэтому своих планов они не изменили. Шесть немецких дирижаблей из-за неблагоприятной погоды смогли вылететь только в 11:30 31 мая и шли против сильного ветра, поэтому к 14:30 они были ещё далеко от Скагеррака и не могли обнаружить британские корабли.
Соединение Хиппера к 14:15 31 мая находилось в 65 милях к западу от датского маяка Lodbjerg, идя курсом 347° на ходу 16 узлов. 9-я флотилия миноносцев шла в качестве противолодочного охранения 1-й разведывательной группы. Лёгкие крейсера с остальными миноносцами шли впереди, по дуге в 8 миль от «Лютцова». Дредноуты Шеера находились в 50 милях южнее и шли курсом 347° на скорости в 14 узлов.
Гранд-Флит шёл к запланированной точке зигзагообразным курсом в генеральном направлении 117° и скоростью 14 узлов. В 11:15 к нему присоединилась 3-я эскадра ЛК из Кромарти. Линкоры шли походным строем подивизионно — шесть колонн по четыре линкора. По данным радиоразведки флагман Шеера находился в устье Яде, что говорило о том, что основные силы Флота открытого моря находятся в базе. Поэтому Джеллико не спешил, досматривая встречающиеся по пути коммерческие суда. К 14:00 он опаздывал к запланированной точке встречи на 2 часа, находясь в 20 милях от соединения линейных крейсеров.
Соединение Битти к 14:00 шло на скорости 19 — 19,5 узлов зигзагообразным курсом с общим направлением на 86° и средней скоростью в 18 узлов. 1-я эскадра ЛКР шла по центру. Чуть впереди и правее шла 2-я эскадра ЛКР в 3 милях от «Лайона», 5-я эскадра ЛК шла чуть впереди и левее в 5 милях. Для ускорения процесса «возврата» быстроходного крыла Джеллико расположение эскадры Эван-Томаса было выбрано Битти с таким расчётом, чтобы после запланированного на 14:00 поворота она оказалась ближе к основным силам Гранд-Флита. Миноносцы шли в качестве противолодочного охранения трёх колонн линейных крейсеров. Лёгкие крейсера выстроились в поисковый ордер, парами по линии с северо-востока на юго-запад в 8 милях от «Лайона». Битти немного опаздывал, находясь в 13 милях от той точки, где он должен был находиться по плану. В 14:15 он достиг точки поворота и пошёл на север на встречу с Джеллико. «Лайон» шёл курсом 358°, 2-я и 5-я эскадры шли в том же порядке — впереди, соответственно правее и левее 1-й эскадры. Завеса лёгких крейсеров оказалась сзади них, идя той же линией с северо-востока на юго-запад. Линейные крейсера Хиппера находились в 45 милях на восток от 1-й эскадры. Ближайшие крейсера противников находились в 16 милях друг от друга.
- Походный ордер линейных крейсеров Битти после поворота в 14:15 31 мая
- Походный ордер линейных крейсеров Хиппера после полудня 31 мая
- Ордер линкоров Шеера в районе полудня 31 мая

Битти и Хиппер могли разминуться, если бы не датский пароход «NJ Fjord», который находился между британским и немецким соединением. Командиром немецкого крейсера «Эльбинг», находившимся на западном фланге Хиппера, на его досмотр были отправлены миноносцы В109 и В110. Когда пароход стравливал пар, это заметили на британском крейсере «Галатея», которая отправилась к нему вместе с крейсером «Фаэтон». Первоначально британцы опознали миноносцы как крейсера и в 14:20 Битти ушло донесение о том, что обнаружены два крейсера. В 14:28 они поняли, что перед ними миноносцы, открыв огонь с дистанции в 11000 ярдов. «Эльбинг», прикрывая миноносцы, увеличил ход и направился навстречу британским крейсерам. Прожектором он передал сигнал о приближающихся двух крейсерах, повторив его через 10 минут по радио. Первый сигнал был ошибочно передан Хипперу как донесение об обнаружении 24-26 линкоров. Тем временем «Галатея» и «Фаэтон» из-за сильного дыма и большого буруна идентифицировали «Эльбинг» как броненосный крейсер. Поэтому повернули на север, увлекая за собой немецкие корабли. В завязавшейся перестрелке «Эльбинг» в 14:37 добился попадания под мостик «Галатее», что стало первым попаданием в Ютландском сражении. К «Эльбингу» пришли на помощь крейсера «Франкфурт» и «Пиллау», к британским присоединились «Инконстант» и «Корделия».
Битти, получив донесение с «Галатеи», в 14:32 повернул на курс 145°, подняв скорость до 22 узлов и приказал поднять пар для готовности развить полный ход. Но флажный сигнал о повороте, поднятый на «Лайоне», не увидели на 5-й эскадре ЛК и они продолжали идти на север как минимум до 14:40, повернув только после повтора сигнала прожектором. Из-за этого линкоры Эван-Томаса оказались в 5 милях позади Битти. Но так как корабли шли расходящимися курсами и Битти увеличил скорость, 5-я эскадра фактически отстала от «Лайона» на 10 миль.
В 14:27 Хиппер повернул на запад. Но после получения ошибочного сигнала с «Эльбинга» решил, что перед ним превосходящие силы, и повернул на курс на юго-запад. После получения сигнала о том, что обнаружены только британские лёгкие крейсера, он повернул обратно на запад и после ещё нескольких поворотов к 15:10 шёл прямо на Битти — курсом на северо-запад (302°) на скорости в 23 узла.
В 14:51 с «Галатеи» коммодора Александер-Синклера передали по радио, что видят семь больших дымов в окружении крейсеров и эсминцев, идущих на север. На самом деле сообщение было ошибочным, в это время линейные крейсера Хиппера шли на запад, а британские крейсера преследовали только лёгкие крейсера 2-й разведывательной группы. Сообщение Александер-Синклера получил также Джеллико. Битти, думая что отрезает противника от Хорнс-рифа, последовательно повернул несколько раз, к 15:13 идя курсом 32° на скорости в 23 узла. 2-я эскадра ЛКР шла в 3 милях по правому борту от «Лайона». Благодаря развороту Битти эскадра Эван-Томаса несколько сократила расстояние, идя в 15:14 на скорости 22 узла курсом 77° и находясь в 7 милях от «Лайона» по левому борту. Битти и Хиппер шли встречными курсами и в 15:15 расстояние между ближайшими линейными крейсерами «Лютцов» и «Нью Зиленд» составляло 18 миль.
Линейные крейсера заметили друг друга почти одновременно. В 15:20 с немецкой эскадры заметили две группы дымов 1-й и 2-й эскадр ЛКР. С «Нью Зиленд» обнаружили дымы крейсеров Хиппера в 15:24. В 15:20 Битти приказал поднять ход до 24 узлов, а в 15:30 поднял ход до 25 узлов и изменил курс до 77°, стремясь отрезать обнаруженного противника от Хорнс-рифа. Британцы всё ещё шли раздельными колоннами и в 15:45 Битти снизил скорость до 24 узлов, подав сигнал 2-й эскадре ЛКР пристроиться ему в кильватер, выстроившись в одну колонну курсом 100°. Так как вражеских дымов было пять, минутой позже Битти подал сигнал сконцентрировать огонь «Лайона» и «Принцесс Ройал» на головном корабле Хиппера. 5-я эскадра ЛК находилась к этому моменту в 7,5 милях от «Лайона» по пеленгу 291°, идя курсом 77°. Эван-Томас приказал поднять ход с 23 до 24 узлов, затем до 24,5. Но его корабли фактически не могли развить такую скорость.
Хиппер увидел манёвр Битти и в 15:33, развернувшись на курс 122°, снизил скорость до 18 узлов, давая своим лёгким крейсерам приблизиться. В 15:40 линейные крейсера получили приказ разделить цели слева и в 15:45 повернули все вместе на курс 145°, выстроившись в строй пеленга.
Флот открытого моря и Гранд-Флит шли на помощь своим крейсерам. В 15:45 головной германский линкор «Кёниг» находился в 46 милях. Германская колонна шла курсом 347° на 15 узлах, получив приказ держать интервал между кораблями в 770 ярдов. Британский головной линкор «Айрон Дюк» находился в 53 милях от «Лайона». Гранд-Флит шёл шестью походными колоннами на скорости в 19 узлов курсом 133°.

### Первая фаза боя. «Бег на юг»
Крейсера Хиппера шли со скоростью 18 узлов, поддерживая интервал между кораблями 550 ярдов. Первым шёл «Лютцов», за ним «Дерфлингер», «Зейдлиц», «Мольтке» и «Фон дер Танн». Немцы открыли огонь в 15:48, когда дистанция от «Лютцова» до «Лайона» составляла 16800 ярдов. «Лютцов» стрелял полубронебойными снарядами по четыре снаряда в залпе — полными залпами из башен — сначала две носовых, потом две кормовых башни в следующем. Все остальные германские корабли стреляли бронебойными снарядами, по одному стволу из каждой башни в залпе. Первые четыре германских корабля обстреливали соответствующие им по номерам корабли в британской колонне. «Фон дер Танн» обстреливал шестой британский корабль — «Индефатигебл».
«Лайон» открыл огонь через полминуты после немцев, в течение минуты к нему присоединились другие крейсера. Начало боя застало британские крейсера во время разворота, и, по крайней мере, «Лайон» и «Тайгер» в первые минуты боя могли использовать только носовые башни. Орудия с «Нью Зиленд» и «Индефатигебл» имели максимальную дальность в 18500 ярдов и смогли открыть огонь только после 15:51. Британцы допустили ошибку в распределении целей. «Дерфлингер» не обстреливался ни одним из британских кораблей — вместо него «Куин Мери» стреляла по «Зейдлицу», «Тайгер» и «Нью Зиленд» вели огонь по «Мольтке», а «Индефатигебл» вёл дуэль с «Фон дер Таном». 343-мм крейсера стреляли снарядами по одному орудию из башни в залпе. «Нью Зиленд» начинал стрельбу полубронебойными и потом перешёл на фугасные снаряды.
Хиппер в 15:53 поднял скорость до 21 узла, в 16:00 сменив курс на 133°. Британцы шли на 24-25 узлах сходящимся с немцами курсом 156°. К 15:54 дистанция между «Лайоном» и «Лютцовом» сократилась до 14000 ярдов, и в 15:57 Битти довернул на курс 164°. К 16:00 дистанция между головными кораблями противников выросла до 16500 ярдов, в течение следующих 10 минут достигла 21000 ярдов, что привело к прекращению огня рядом кораблей.
Условия стрельбы были неблагоприятными для британцев. Окрашенные в серый, германские корабли были плохо видны на фоне мглы на восточной части горизонта. Британские корабли находились на светлой части горизонта, к тому же у немцев была лучшая оптика. Дул северо-западный бриз, и собственные дымы закрывали британцам цели. Дыма добавляли и эсминцы типа L, которые слишком медленно обгоняли строй крейсеров Битти, чтобы занять место в голове колонны.
В первые минуты боя немцы стреляли чаще и точнее, добившись до 16:00 пятнадцати попаданий в британские корабли. Несмотря на отсутствие помех, «Дерфлингер» не добился попаданий. Лучше всех, вопреки логике, стреляли те германские корабли, по которым вели огонь по два британских — «Мольтке» и «Лютцов». «Мольтке» добился девяти попаданий в «Тайгер», в 15:54 выведя временно из строя его башни Q и X. «Лютцов» добился трёх попаданий в «Лайон», при этом в 16:00 после попадания снаряда в башню Q в ней начался пожар, погубивший всех, находившихся в башне. И только своевременное затопление погреба предотвратило гибель корабля. Британцы добились всего четырёх попаданий, не причинивших существенных повреждений — два с «Куин Мэри» в «Зейдлиц» и два в «Лютцов», предположительно с «Лайона».
До 16:00 попаданий в «Индефатигебл» не было. Но около 16:02 — 16:03 в него попали два залпа с «Фон дер Танна». Первый угодил в район грот-мачты, и крейсер, очевидно, потеряв управление, вывалился из строя вправо. Один из снарядов второго залпа угодил в район носовой башни. Над кораблём взметнулся огромный столб огня и дыма, и «Индефатигебл» развалился пополам. Из воды были подняты всего двое выживших. «Фон дер Танн» перенёс свой огонь на «Нью Зиленд».
Хиппер изменил в 16:04 курс на 145°. К 16:07 «Лютцов», попав ещё три раза в «Лайон», прекратил огонь из-за слишком большой дистанции. За это время корабли противников добились ещё нескольких попаданий, которые не имели больших последствий.
- Распределение огня на 15:50
- Распределение огня на 16:00
- Распределение огня на 16:10
- Распределение огня на 16:20
- Распределение огня на 16:30

В это время вступила в бой 5-я эскадра линкоров. В 16:05 головной «Бархэм» находился в 10 милях от 1-й разведывательной группы немцев, и Эван-Томас сменил курс на 133°, а в 16:08 — на 160°, открыв огонь по «Фон дер Танну» с дистанции 19000 ярдов.
В 16:11 Хиппер изменил курс на 178° и поднял скорость до 23 узлов, а в 16:18 перестроился в строй кильватера, чтобы снизить действенность огня 5-й британской эскадры. Битти, увидев вступление в бой кораблей Эвана-Томаса, довернул на противника, в 16:11 повернув на курс 145°, а затем в 16:14 на курс 122°. 5-я эскадра в 16:15 шла в 8 милях позади «Лайона» курсом 150°, снизив скорость до 24 узлов. Интервал между линкорами составлял 600 ярдов. К 16:28 расстояние между линейными крейсерами противников сократилось с 16500 до 14000 ярдов, и противники отвернули друг от друга. Хиппер лёг на курс 128°, а Битти на 167°[уточнить].
Линейные крейсера противников добились нескольких попаданий без особо разрушительных последствий.
Линейные корабли Эван-Томаса были оснащены более точными 16-футовыми дальномерами против 9-футовых на линейных крейсерах Битти. Хотя немецкие корабли постоянно скрывались дымом от пожаров, по признанию самих немцев, стрельба линкоров была точной и кучной. Находящимся под огнём 5-й эскадры «Фон дер Танну» и «Мольтке» пришлось постоянно маневрировать, чтобы сбить противнику пристрелку. На «Фон дер Танне» в результате попаданий в 16:20 и 16:23 были выведены из строя носовая и кормовая башни.
Из-за того что корабли противников постоянно скрывались в дыму, и немцам и британцам часто приходилось менять цели. В 16:17 «Дерфлингер» перенёс свой огонь на «Куин Мэри», который, кроме того, был обстрелян и «Зейдлицем». В 16:21 произошло попадание в башню Q «Куин Мери», выведшее её из строя. Пристрелявшись, с 16:23:45 по 16:26:10 с дистанции 14400 ярдов «Дерфлингер» дал пять залпов по британскому крейсеру. По всей видимости, два снаряда из последнего залпа угодили «Куин Мэри» в район носовых башен. Пороховые погреба взорвались и корабль разломился пополам, быстро пойдя ко дну. Над местом гибели крейсера поднялось огромное облако дыма высотой 2000 футов, через которое пришлось пройти «Тайгеру» и «Нью Зиленд».
Около 16:20 — 16:30 между двумя колоннами линейных крейсеров началось сражение эсминцев. Приказ об атаке был отдан Битти в 16:09, а Хиппером в 16:14. С немецкой стороны это были 11 миноносцев 9-й флотилии во главе с крейсером «Регенсбург» и четыре миноносца типа G-101. С британской стороны 12 эсминцев — часть 13-й и четыре эсминца 10-й флотилии. Флагман 13-й флотилии крейсер «Чемпион» расстрелял почти весь боезапас в начале боя, и его поддержка эсминцам была малоэффективной. Сумятицу в построение британских эсминцев внёс крейсер «Ноттингем», перерезав их строй в 16:21. Эсминцы также находились под огнём средней артиллерии с линейных крейсеров. Основные боевые действия между ними начались в 16:30 и длились 10-15 минут. Немцы в 16:33 — 16:35 выпустили десять торпед, но ни одна из них до британских линейных крейсеров не дошла. Из британских эсминцев «Нестор» и «Никейтор» в 16:35 выпустили две торпеды в «Лютцов», «Петард» выпустил две торпеды в «Дерфлингер». Ни одна из торпед также не достигла цели, так как германские крейсера резко все вместе отвернули в 16:33 на курс 105°, а затем в 16:36 на 77°. В процессе атаки немцы потеряли V-29, который получил попадание торпедой, и V-27, который потерял ход из-за попадания двух снарядов. Он стоял на пути 5-й эскадры и неминуемо должен был быть уничтожен. Поэтому V-26 снял с него экипаж и добил артогнём. У британцев «Номад» потерял ход из-за попадания снаряда в машинное отделение.

#### Шеер вступает в бой
В 15:48 линкоры Флота Открытого моря шли курсом 347° на скорости 15 узлов. После получения сигнала от Хиппера Шеер в 16:05 сменил курс на 302°, чтобы зажать Битти между двух немецких соединений. Сократив интервал между линкорами до 550 ярдов, он сменил в 16:18 курс на 257°. Но в 16:20 «Франкфурт» заметил 1-ю эскадру ЛКР, и Шеер решил вступить в бой как можно скорее, довернув навстречу противнику на курс 347°. В 16:30 крейсера Битти были замечены с головного немецкого линкора «Кёниг». В 16:35 Шеер приказал увеличить ход до 17 узлов и перейти миноносцам на правый борт. В 16:40 с «Кёнига» доложили, что британские линейные крейсера разворачиваются на обратный курс. Шеер приказал в 16:42 довернуть подивизионно на левый борт на 23°, так что после этого его линкоры шли шестью колоннами курсом 325°.
Появление Шеера заметили крейсера 2-й эскадры лёгких крейсеров, шедшие в 2 милях впереди Битти. В 16:30 заметив «Росток», они передали сигнал Битти. А в 16:38 «Саутгемптон» дал радиосигнал о появлении германских линкоров. Битти дал сигнал повернуть в 16:40, отозвав эсминцы. Но сигнал опять был флажным и его выполнили только линейные крейсера. 5-я эскадра, не заметив сигнала, продолжала идти вперёд.
Тем временем под огнём «Регенсбурга» и линейных крейсеров Хиппера продолжались атаки части британских эсминцев, также не заметивших сигнал Битти к повороту. «Нестор» безуспешно выпустил торпеды в «Лютцов» и остановился, получив два снаряда в котельное отделение. И он, и подбитый ранее «Номад» были потоплены позже огнём одного из немецких линкоров. «Петард» и, возможно, «Турбулент» выпустили по одной торпеде. Крейсера Хиппера поворачивали в погоне за британцами на курс 347°, и под одну из этих торпед подставил борт «Зейдлиц». Торпеда попала в 16:57 в правый борт, перед передним краем барбета носовой башни. Противоторпедная переборка выдержала взрыв, и первое время «Зейдлиц» не ощутив попадания, мог держать скорость в 19 узлов не покидая строй. «Нерисса» безуспешно атаковала двумя торпедами «Фон дер Танн», а «Марс» также неудачно выпустил по две торпеды в «Гроссер Курфюрст» и «Маркграф», получив в ответ попадание 150-мм снарядом в нефтяной танк.
В 16:50 ряд немецких миноносцев атаковали 5-ю эскадру ЛК. Линкоры Эвана-Томаса, продолжая перестрелку с линейными крейсерами Хиппера, увернулись от всех торпед. Только в 16:54, продолжая перестрелку, Эван-Томас развернулся на 180°, уходя от приближающихся линкоров Шеера. Поворотом 5-й эскадры закончилась первая фаза боя, часто называемая «бег на юг». Джеллико в это время продолжал идти курсом 133°, подняв скорость до 20 узлов. Он получил в 16:38 радиосообщение с «Саутгемптона» и продолжил идти вперёд, думая, что отрезает Шеера от баз. Но «Саутгемптон» в сообщении дал свои ошибочные координаты, и Джеллико считал, что германский флот находится на 12 миль восточнее, чем по факту. Эскадра линейных крейсеров Худа ещё в 16:00 получила приказ Джеллико идти на помощь Битти. К 16:06 Худ шёл курсом 145° на скорости 25 узлов.

#### Итоги «бега на юг»
За время первой фазы боя британцы добились 17 попаданий крупного калибра, немцы 44. На британских линейных крейсерах остались действовать 11 башен из 16. На немецких — 17 из 22. По одной башне вышли из строя на «Лютцове» и «Зейдлице». На «Фон дер Танне» вышли из строя три башни. В дополнение к повреждённым кормовой и носовой башням, в 16:35 из-за механической поломки вышла из строя башня правого борта. В результате «Фон дер Танн» остался только с одной работающей башней левого борта, которая имела очень ограниченный сектор стрельбы на противоположный борт.
| Попадания в первой фазе сражения 15:48-16:54 | Попадания в первой фазе сражения 15:48-16:54 | Попадания в первой фазе сражения 15:48-16:54 | Попадания в первой фазе сражения 15:48-16:54 | Попадания в первой фазе сражения 15:48-16:54 | Попадания в первой фазе сражения 15:48-16:54 | Попадания в первой фазе сражения 15:48-16:54 | Попадания в первой фазе сражения 15:48-16:54 | Попадания в первой фазе сражения 15:48-16:54 | Попадания в первой фазе сражения 15:48-16:54 |
|                                              | 305-мм                                       | 280-мм                                       | ИТОГО                                        |                                              | 381-мм                                       | 343-мм (1400 ф)                              | 343-мм (1250 ф)                              | 305-мм                                       | ИТОГО                                        |
| -------------------------------------------- | -------------------------------------------- | -------------------------------------------- | -------------------------------------------- | -------------------------------------------- | -------------------------------------------- | -------------------------------------------- | -------------------------------------------- | -------------------------------------------- | -------------------------------------------- |
| «Лайон»                                      | 9                                            |                                              | 9                                            | «Лютцов»                                     |                                              |                                              | 4                                            |                                              | 4                                            |
| «Принсесс Ройал»                             | 6                                            |                                              | 6                                            | «Дерфлингер»                                 |                                              |                                              |                                              |                                              | 0                                            |
| «Куин Мэри»                                  | 3                                            | 4                                            | 7                                            | «Зейдлиц»                                    | 1                                            | 4                                            |                                              |                                              | 5                                            |
| «Тайгер»                                     |                                              | 14                                           | 14                                           | «Мольтке»                                    | 4                                            | 1                                            |                                              |                                              | 5                                            |
| «Нью Зиленд»                                 |                                              | 1                                            | 1                                            | «Фон дер Танн»                               | 1                                            | 2                                            |                                              |                                              | 3                                            |
| «Индефатигебл»                               |                                              | 5                                            | 5                                            |                                              |                                              |                                              |                                              |                                              |                                              |
| «Бархэм»                                     | 1                                            | 1                                            | 2                                            |                                              |                                              |                                              |                                              |                                              |                                              |
| ВСЕГО                                        | 19                                           | 25                                           | 44                                           |                                              | 6                                            | 7                                            | 4                                            | 0                                            | 17                                           |

### Вторая фаза боя. «Бег на север»
Вторая фаза сражения длилась с момента поворота 5-й эскадры ЛК в 16:54 до момента развёртывания Гранд-Флита 18:15. Её ранняя стадия часто называется «Бег на север».
В 16:57, когда дистанция достигла 17500 ярдов, Битти изменил курс на 347° и пошёл параллельно Хипперу. Но после попадания в «Лайон» в 17:00 Битти отвернул на 325° и через несколько минут на 320°. Хиппер тем временем без поддержки линкоров Шеера не хотел подставлять свои крейсера под огонь 5-й эскадры ЛК, поэтому курса не менял и в 17:02 на несколько минут снизил скорость. В результате этих манёвров в 17:10 дистанция между «Лайоном» и «Лютцовом» возросла до 21000 ярдов. Линейные крейсера прекратили огонь, кроме «Лютцова», который продолжал стрельбу по британским линейным крейсерам до 17:27. В 17:14 Битти, поддерживая соприкосновение с противником, снизил скорость до 24 узлов и довернул на противника на курс 336°. Линейные крейсера возобновили перестрелку только к 17:41, когда дистанция сократилась до 14000 — 16000 ярдов. Но условия видимости стали совсем плохими, противники практически не видели друг друга и стрельба была безрезультатной. Решение Хиппера снизить скорость в 17:02 фактически привело к тому, что Битти без серьёзных последствий для своих крейсеров смог выйти из-под огня противника.
Эффективность стрельбы линейных крейсеров во время «бега на север» была ниже, так как цели постоянно скрывались в дыму. Немецкие корабли получили приказ распределить цели справа. Но «Дерфлингер» в это время обстреливал «Бархем». «Лютцов» стрелял по «Лайону», добившись нескольких попаданий. «Зейдлиц» стрелял по «Тайгеру», добившись одного попадания в трубу навылет, «Мольтке» обстреливал «Нью Зиленд», не добившись попаданий. «Фон дер Танн» из единственного уцелевшего орудия вёл огонь по «Малайе». Стрельба британских линейных крейсеров была в этот момент безрезультатной. Линкоры 3-й немецкой дивизии «Макрграф», «Принцрегент Луитпольд» и «Кайзерин» также вели огонь по британским линейным крейсерам, но дистанция была предельной и их стрельба стала неэффективной.
После разворота три первых корабля 5-й эскадры ЛК шли курсом 360°, а «Малайя» несколько отклонилась от них влево, идя курсом 328°. Затем Эван-Томас начал постепенно отклоняться влево и в 17:16 шёл курсом 313°. В 17:10 он приказал развить скорость 25 узлов, но по факту она не превышала 24-х.
С 16:50 почти до 17:10 немецкие линкоры доставали только до лёгких крейсеров Гуденафа. Британские лёгкие крейсера шли зигзагом, сбивая немцам пристрелку и потому попаданий не получили. Первым немецким кораблём, начавшим стрельбу по 5-й эскадре, стал «Дерфлингер». Он добился с 16:55 до 17:19 четырёх попаданий в «Бархэм» на дистанции, менявшейся от 18800 до 20500 ярдов. С 17:00 до 17:13 «Фон дер Танн» из единственного уцелевшего орудия главного калибра без результата сделал 10 выстрелов по «Малайе». В 17:15 из-за поломки он лишился и последнего 280-мм орудия, но продолжал идти в строю 1-й разведгруппы, стреляя только из 150-мм орудий.
Из состава британской 5-й эскадры первых два корабля — «Бархэм» и «Вэлиант» — обстреливали германские линейные крейсера, а «Уорспайт» и «Малайя» вели огонь по линкорам Шеера. Условия стрельбы были не очень благоприятными — германские корабли постоянно скрывались в дыму, поэтому огонь часто переносился с одной цели на другую. «Бархэм» и «Вэлиант» добились попаданий в «Лютцов» (17:13) и «Зейдлиц» (17:06, 17:08 и 17:09). «Уорспайт» и «Малайя» на пару добились попаданий в 17:09 в «Гроссер Курфюрст» и в 17:10 в «Маркграф».
В 16:58 Шеер дал команду перейти на курс 302°, потом в 17:05 обратно на 325° и снова на 302° в 17:15. 5-я дивизия не увидела первого сигнала и до 17:06 шла курсом 325°, сменив его потом на курс 344°. Линкоры типа «Кёниг» 5-й дивизии шли на большей скорости и поэтому дистанция между головными кораблями дивизий — «Кёнигом» и «Кайзером» увеличилась с меньше чем мили в 16:48 до 1,5 миль в 17:10.
- Распределение огня на 16:58
- Распределение огня на 17:08
- Распределение огня на 17:15

Даже самые быстрые линкоры типа «Кёниг» не могли развить скорость больше 22 узлов, но дистанция до идущей на 24 узлах 5-й эскадры ЛК сокращалась, так как противники шли пересекающимися курсами. К 17:10 линкоры 3-й дивизии открыли огонь по линкорам Эвана-Томаса. Условия видимости поначалу благоприятствовали немцам, но линкоры 5-й эскадры поочерёдно скрывались в тумане — к 17:30 была видна только «Малайя». К 17:35 прекратили огонь британские линкоры, а к 17:40 замолчали орудия и германских линкоров, так как все цели скрылись в дымке.
Тяжелее всего пришлось «Малайе», которая шла концевой в 5-й эскадре. Её обстреливали как минимум четыре германских линкора и вокруг неё падало до шести залпов в минуту. Капитан «Малайи» приказал стрелять в воду из 152-мм орудий, чтобы поставить завесу из всплесков. Но прежде чем этот приказ был выполнен, в каземат противоминных орудий влетел один из германских снарядов и взрывом были уничтожены все 152-мм орудия правого борта. Всего с 17:20 по 17:35 в «Малайю» попало семь 305-мм снарядов. Тяжёлые повреждения причинил ещё один из снарядов, упавший вблизи борта и пробивший противоминную переборку. Из-за затоплений корабль получил крен в 4°.
В этот период попаданий в 3-ю дивизию не было зафиксировано. «Бархэм» и «Вэлиант» довольно успешно обстреливали линейные крейсера Хиппера, добившись попаданий в «Лютцов» (два в 17:25 и один в 17:30) и «Дерфлингер» (в 17:19). «Зейдлиц» в ответ в районе 17:27 добился двух попаданий в «Вэлиант».
Британские эсминцы «Онслоу» и «Моресби» в районе 17:00 пытались атаковать линейные крейсера 1-й разведгруппы, но были отогнаны огнём лёгких крейсеров «Франкфурт» и «Пиллау». По ним также вели огонь линейные крейсера, но, избежав повреждений, эсминцы присоединились к Битти. Лишившиеся хода «Номад» и «Нестор» были потоплены в 17:30 и 17:35 огнём 150-мм орудий германских линкоров.
Британские линейные крейсера шли общим курсом на север. До 17:27 британские линейные крейсера шли на 24 узлах курсом 336°, затем сменили курс на 325° и в 17:33 на 10°. В 17:20 1-я флотилия получила приказ построиться в противолодочный ордер впереди крейсеров, но тихоходные эсминцы типа I, с лёгким крейсером «Фалмут» во главе, так и не смогли занять назначенное им место. В 17:27 Битти приказал открыть огонь по германским линейным крейсерам, но условия видимости позволили сделать это только в 17:41. В 17:50 курс был изменён на 26°. В 17:47 идущие с Битти лёгкие крейсера 1-й эскадры получили приказ выйти в торпедную атаку на крейсера Хиппера, но совершить её не успели. В 17:55 Битти приказал поднять скорость до 25 узлов, а в 17:56 в пяти милях впереди показались линкоры Гранд-Флита. Битти повернул на восток, стремясь выйти в голову разворачивающимся в линию линкорам Джеллико. В 17:57 его крейсера шли курсом 66°, а в 17:57 повернули на курс 77°.
Условия видимости были посредственные. Германские линейные крейсера постоянно скрывались в дыму. Поэтому несмотря на сократившуюся до 14000 — 16000 ярдов дистанцию, огонь линейных крейсеров Битти был малоэффективным. Только «Принцесс Ройал» в 17:45 добилась одного попадания в «Лютцов». В 18:04 немцы скрылись в дыму и линейные крейсера Битти прекратили огонь.
1-я германская разведгруппа в 17:47 шла курсом 10°, в 17:51 повернув на курс 347°. Хиппер стремился сократить дистанцию до Битти, чтобы вывести в атаку свои миноносцы. Но те ушли влево, отвлёкшись на перестрелку с британским крейсером «Честер» из состава соединения Худа. Увидев попытку британских лёгких крейсеров выйти в торпедную атаку, Хиппер в 17:53 отвернул на курс 32°. А после того как по германским крейсерам пристрелялись линкоры Эвана-Томаса, повернул в 17:56 на курс 77°.
Германские корабли вели редкий огонь. Британские корабли были практически не видимы и только на очень короткий промежуток времени появлялись из дымки. «Дерфлингер» с 17:42 до 18:16 не сделал ни одного выстрела. «Лютцов» сумел один раз попасть в 18:06 в «Лайон», проявившийся на фоне тумана. Несколько снарядов безрезультатно были выпущены по лёгким крейсерам 1-й и 3-й эскадр и появившимся броненосным крейсерам Джеллико.
Эскадра Эвана-Томаса в 17:43 шла на полной скорости, придерживаясь курса 10°-11°, в 17:58 повернув на 21°, а 18:00 на курс 32°. В 17:40 условия видимости стали более благоприятны и линкоры 5-й эскадры с 19000 ярдов возобновили огонь по 1-й разведгруппе и 3-й дивизии линкоров. «Бархэм» и «Вэлиант» обстреливали германские линейные крейсера и добились в районе 17:55 двух попаданий в «Дерфлингер» и двух в «Зейдлиц». «Вэлиант» и «Малайя» стреляли по 3-й дивизии и добились как минимум одного попадания в «Кёниг». Лёгкие крейсера «Саутгемптон» и «Дублин» с 17:44 также обстреливали германские линкоры и добились четырёх попаданий 152-мм снарядов в «Кёниг».
Линкоры Флота Открытого моря к этому времени фактически прекратили погоню за британскими кораблями, идя с 5-й эскадрой расходящимися курсами. В 17:42 они повернули на курс 347°. А в 17:49, когда «Кёниг» оказался под огнём 5-й эскадры, Бенке приказал снизить скорость до 18 узлов и отвернул от противника на курс 10°. В 17:55 Бенке снова приказал развить максимальную скорость, повернув к 18:03 на курс 55°. «Кёниг» и «Гроссер Курфюрст» намного обогнали остальные дредноуты и находились напротив соединения Битти. Немецкая линия линкоров сильно растянулась. Шеер с 17:46 до 17:52 временно приказал снизить скорость до 15 узлов, давая подтянуться 2-му дивизиону и броненосцам.
В этот период германские линкоры по условиям видимости не могли вести эффективный огонь и только изредка открывали огонь по выныривающим из дымки британским кораблям, не добившись попаданий.
В 17:30 на поле битвы появилось соединение Худа. Своим внезапным появлением это соединение оказало неожиданно большой эффект, не соизмеримый со своей мощью. Худ запрашивал Битти о его координатах, но не получил своевременного ответа и из-за навигационных ошибок вышел на левый фланг германского флота, в 21 миле на восток от Битти. Лёгкий крейсер «Честер» шёл по правому борту от флагмана Худа — линейного крейсера «Инвинсибл». В 17:27 «Честер» оказался под огнём лёгких крейсеров 2-й разведывательной группы — «Франкфурт», «Эльбинг», «Пиллау» и «Висбаден». «Честеру» пришлось разворачиваться и уходить от превосходящих сил противника. К погоне за ним присоединились и миноносцы Хиппера. Британский крейсер получил 17 попаданий и потерял 4 орудия. Но, к счастью для «Честера», силовая установка не пострадала и он смог оторваться от преследователей. А лёгкие крейсера Бёдикера сами угодили в ловушку. Худ, шедший на юг, развернул на север своих три линейных крейсера и 4 эсминца, и пошёл на помощь «Честеру». В 17:55 британские линейные крейсера открыли огонь с дистанции в 10000 ярдов по германским лёгким крейсерам. «Висбаден» получил два снаряда в машинное отделение и остановился. В «Пиллау» также попало два снаряда в котельные отделения. Он потерял 6 котлов из 10, но смог поддерживать скорость в 24 узла, продолжив сражаться.
Бёдикер в 18:00 передал сигнал о том, что находится под огнём линкоров противника. Находившиеся в этом районе германские миноносцы начали атаки на эскадру Худа. Британские корабли периодически скрывались во мгле, что осложняло задачу немцам. Первой в атаку вышла 12-я полуфлотилия, находившаяся с правого фланга 2-й разведгруппы. Наперерез ей бросились четыре эсминца во главе с «Шарком», прикрывавшие британские крейсера. 12-я полуфлотилия выпустила свои торпеды, но, благодаря вмешательству британских эсминцев и маневрированию линейных крейсеров, попаданий не было. Затем в атаку пошла 9-я флотилия, но ей помешала возвращающаяся из атаки 12-я и торпеды смогли выпустить только три миноносца. Вскоре последовала атака 2-й флотилии. Худу, шедшему западным курсом, пришлось изменить его, повернув параллельно траекториям немецких торпед на северо-восток. Немецкие миноносцы выпустили в общей сложности 10 торпед, но линейным крейсерам удалось увернуться от них. Эскадра Худа развернулась влево и к 18:17 заняла место впереди линейных крейсеров Битти.
11-я полуфлотилия во главе с «Регенсбургом» вступила в схватку с прикрывавшими Худа эсминцами. С 18:04 по 18:08 с дистанции от 7400 до 2800 ярдов «Регенсбург» обстрелял «Шарк», добившись попадания в машинное отделение. Британский эсминец остановился. Позже торпеда, выпущенная германским миноносцем, попала ему в кормовую часть и он начал тонуть.
Линейные крейсера Хиппера продолжали получать попадания с невидимых для них британских кораблей. В 17:55 попадание 381-мм снарядом получил «Лютцов», в 17:57 два 381-мм снаряда попали в «Зейдлиц». Стремясь выйти из под огня, Хиппер в 17:59 отдал приказ развернуться через правый борт и снизить скорость. Крейсера начали поворот после 18:05 и до конца разворот выполнил только «Фон дер Танн». Остальные линейные крейсера пошли курсом 201°, выводящим их на линкоры Шеера. После получения сигнала о том, что Бёдикер находится под огнём Худа, Хиппер в 18:10 отдал приказ развернуться обратно. В это время «Кёниг» находился в 6 милях от «Лютцова», идя курсом на восток.
Восточный курс крейсеров Битти и внезапное появление эскадры Худа на восточном фланге отвлекли внимание германских кораблей и появление основных сил Гранд-Флита прошло для них незамеченным. Линкоры Джеллико получили возможность развернуться в боевой порядок без помех со стороны противника.
Однако Джеллико столкнулся с проблемой недостатка информации. Исходя из полученных ранее сведений, он считал, что линкоры Флота Открытого моря находятся впереди по его курсу. С 17:40 он начал получать множественные донесения с находящихся впереди него крейсеров о том, что замечены корабли Битти и видны немецкие корабли.
Из этих сообщений следовал однозначный вывод о том, что противник находится западнее и гораздо ближе к Джеллико, чем рассчитывалось. При перестроении в боевой порядок линкоры должны были подивизионно развернуться вправо или влево, выстраиваясь в одну линию. Линию в идеале следовало расположить так, чтобы охватить голову противника. Но для проведения такого манёвра нужно было точно знать положение и курс противника. Джеллико же, получая массу противоречивых сообщений, до сих пор не знал этого и медлил с принятием решения. В 18:14 было получено сообщение от Битти, по которому выходило, что 3-я германская дивизия линкоров находится в 5 милях по курсу 34° от находящегося на правом фланге «Мальборо». Джеллико посчитал это слишком близким для развёртывания вправо и в 18:15 приказал начать развёртывание Гранд-Флита влево.
Левая 1-я эскадра, лидируемая линкором «Кинг Джордж V», продолжила идти курсом 111°. Остальные линкоры подэскадренно должны были повернуть влево на курс 43° и по достижении точки поворота, развернуться вслед за 1-й эскадрой. Полное время развёртывания линкоров Гранд-Флита в одну линию заняло 22 минуты.
Вокруг «Висбадена» и идущей ему на помощь 1-й разведгруппы развернулся ряд жарких схваток. Эсминец «Онслоу» (капитан Тови, в годы Второй Мировой войны командующий британским Флотом Метрополии) обстрелял из своих 102-мм орудий горящий крейсер «Висбаден» и выпустил по нему с 2000 ярдов торпеду, которая попала в германский крейсер в районе боевой рубки. Но затем «Онслоу» заметил более заманчивую цель — приближающиеся линейные крейсера Хиппера. С дистанции в 8000 ярдов он выпустил по ним торпеду, но в ответ получил в котельное отделение два попадания 150-мм снарядов с «Лютцова» и вынужден был прервать атаку. На отходе, несмотря на возможность поддерживать лишь малый ход, он выпустил с 8000 ярдов две торпеды в «Кронпринц». Но они также прошли мимо. К счастью для «Онслоу» немецкие корабли отвлеклись на другие цели и он на буксире «Дефендера» смог после боя добраться до дома.
Через несколько минут после «Онслоу», в атаку на крейсера Хиппера попыталась выйти «Акаста». Это был эсминец из состава охранения Худа и заходил с правого борта кораблей Хиппера. С дистанции в 4500 ярдов он выпустил одну торпеду в «Лютцов», но не попал. «Акаста» попала под сильный огонь с «Лютцова» и «Дерфлингера». Два 150-мм снаряда попали в машинное отделение. «Акаста» потеряла управление, но к счастью для неё вошла в туман, избежав дальнейших попаданий. С помощью «Нонсача» (Nonsuch) на следующий день она смогла вернуться в базу.
Обездвиженный «Висбаден» показался лёгкой добычей броненосным крейсерам Арбетнота. Перерезав курс «Лайону» так, что тому пришлось в 18:15 уворачиваться от них, с дистанции в 8000-9000 ярдов «Дифенс» и «Уорриор» открыли огонь по германскому лёгкому крейсеру. С другой стороны к «Висбадену» подходил «Дюк оф Эдинбург», открыв по нему огонь в 18:08. Однако вскоре британские броненосные крейсера сами не заметили как оказались под огнём германских линейных крейсеров и линкоров.
Авиация не смогла в это время оказать помощи сражавшимся противникам. Несмотря на готовность, гидросамолёты с «Энгадайна» не были использованы британцами. А ближайший из немецких цеппелинов — L 14, находился в 18:15 в 35 милях от «Айрон Дюка». Гарвичские Силы получили приказ выйти в море и в 17:12 с Тервиттом вышли 5 лёгких крейсеров и 16 эсминцев. Но они были слишком далеко, чтобы успеть поучаствовать в бою, и буквально через полчаса были возвращены приказом Адмиралтейства обратно.
Эта часть сражения была более удачной для британцев, чем «бег на юг». Счастливо избежав потерь, сражаясь де-факто со всем Флотом Открытого моря, соединения Битти и Эвана-Томаса вывели линкоры Шеера на основные силы Джеллико.
| Попадания во второй фазе сражения 16:54-18:15 | Попадания во второй фазе сражения 16:54-18:15 | Попадания во второй фазе сражения 16:54-18:15 | Попадания во второй фазе сражения 16:54-18:15 | Попадания во второй фазе сражения 16:54-18:15 | Попадания во второй фазе сражения 16:54-18:15 | Попадания во второй фазе сражения 16:54-18:15 | Попадания во второй фазе сражения 16:54-18:15 |
|                                               | 305-мм                                        | 280-мм                                        | ИТОГО                                         |                                               | 381-мм                                        | 343-мм (1250 ф)                               | ИТОГО                                         |
| --------------------------------------------- | --------------------------------------------- | --------------------------------------------- | --------------------------------------------- | --------------------------------------------- | --------------------------------------------- | --------------------------------------------- | --------------------------------------------- |
| «Лайон»                                       | 4                                             |                                               | 4                                             | «Лютцов»                                      | 4                                             | 1                                             | 5                                             |
| «Тайгер»                                      |                                               | 1                                             | 1                                             | «Дерфлингер»                                  | 3                                             |                                               | 3                                             |
| «Бархэм»                                      | 4                                             |                                               | 4                                             | «Зейдлиц»                                     | 6                                             |                                               | 6                                             |
| «Уорспайт»                                    |                                               | 2                                             | 2                                             | «Кёниг»                                       | 1                                             |                                               | 1                                             |
| «Малайа»                                      | 7                                             |                                               | 7                                             | «Гроссер Кюрфюрст»                            | 1                                             |                                               | 1                                             |
|                                               |                                               |                                               |                                               | «Маркграф»                                    | 3                                             |                                               | 3                                             |
| ВСЕГО                                         | 15                                            | 3                                             | 18                                            |                                               | 18                                            | 1                                             | 19                                            |

### Третья фаза сражения. Первый бой линкоров
В 18:15, в начале развёртывания линкоров Гранд-Флита, расстояние между находившимися с левого фланга «Кингом Джорджем V» и с правого «Мальборо» составляло 6,8 миль. «Кинг Джордж V» вёл за собой 1-ю эскадру курсом 111°. В 18:26, когда последний корабль 3-й эскадры встал в линию, «Кинг Джордж V» повернул влево на курс 88°, чтобы освободить место для выходящих в голову британской колонны линейных крейсеров Битти. Чтобы облегчить крейсерам задачу, Джеллико приказал снизить ход до 14 узлов. Линкорам, находившимся в последних колоннах, не хватало места для манёвра и им пришлось скучиться, снизив скорость. «Мальборо» снизил ход до 8 узлов, а «Сент Винсенту» вообще пришлось остановиться. «Кингу Джорджу V» с 18:00 до 19:00 приходилось держать ход 18 узлов, освобождая место идущим за ним кораблям. К 18:33 крейсера Битти заняли место в начале строя, и Джеллико приказал поднять скорость до 17 узлов. «Кинг Джордж» вернулся на курс 111°. К 18:37 все 24 британских линкора выстроились в линию.
5-я эскадра линкоров в 18:17 повернула на курс 100°, стремясь обогнать «Мальборо». Но вскоре Эван-Томас понял, что «Мальборо» находится не в начале боевой линии, а развёртывание производится влево, и «Мальборо» находится в конце британского строя. Чтобы освободить пространство линкорам Джеллико для стрельбы, Эван-Томас принял решение выйти в хвост британской колонны. В 18:19 5-я эскадра повернула на левый борт. В момент поворота на «Уорспайте» заклинило руль, и он описал циркуляцию вправо диаметром 1,5 мили, в сторону германской колонны. Остальные три корабля в 18:26 выстроились на курс 43° в том же направлении, куда следовал «Мальборо», и снизили свою скорость сначала до 18, а потом и до 12—16 узлов. Следуя за поворачивающими в сторону «Кинга Джорджа V» линкорами 6-й эскадры, эскадра Эван-Томаса в 18:39 повернула на курс 106°.
После того как Битти разминулся с «Дифенсом» и «Уорриором», он шёл до 18:23 курсом 62°, затем повернул на правый борт, пытаясь выйти в голову британской колонны. Стремясь сделать это как можно быстрее, в 18:21 Битти приказал развить скорость в 26 узлов. И в 18:27 «Лайон» повернул на курс 111°, идя параллельно «Кингу Джорджу V». Всё это время корабли Битти находились между линейными силами обоих флотов и мешали огню линкоров Гранд-Флита. Но у Битти просто не было иного пути.
Третья эскадра линейных крейсеров Худа шла навстречу линейному флоту и в 18:17, развернувшись через правый борт, пошла впереди линкоров и крейсеров Битти на скорости 20 узлов.
Германские линкоры шли полукругом. В 18:15 «Кёниг» шёл курсом 32°, сменив его к 18:26 на 55°. Оказавшись под обстрелом «Айрон Дюка», он затем повернул на курс 77° и вышел в хвост колонны своих линейных крейсеров. Шеер находился в довольно затруднительном положении. Линия его кораблей была растянута на 9 миль. С борта «Фридриха дер Гроссе», находящегося в середине строя, он не видел ни противника, ни линейных крейсеров Хиппера. При этом «Кёниг» и 1-я разведгруппа, выходя из-под обстрела, увлекли за собой на юг и голову немецкой колонны. До сих пор Шеер не знал, что за противник находится перед ним. В 18:26 он получил донесение, что по показаниям пленных с «Номада» Гранд-Флит находится не в своих базах, как предполагалось, а уже давно вышел в море. Поэтому вспышки орудий на северо-восточной части горизонта вполне могли принадлежать британским линкорам.
Освещённость была такова, что видимость в направлении на северо-восток была гораздо хуже, чем в обратном — на юго-запад. Поэтому продолжение курса на юг, дававшее противнику преимущества в ведении огня, Шеер посчитал невыгодным. В 18:35 он отдал приказ о боевом развороте на 180° (нем. Kehrtwendung). При этом манёвре первым разворот начинал последний корабль в линии, а за ним по очереди, от последнего к первому, начинали поворачивать все остальные корабли. Первым повернул последний корабль 1-й дивизии «Вестфален», поэтому после поворота он возглавил боевую линию, а шедшая до этого последней 2-я дивизия додредноутов после разворота шла по левому борту от него. Линкоры Флота открытого моря завершили манёвр к 18:39, и Шеер приказал идти на запад курсом 257°.
В 18:20 1-я разведгруппа шла курсом 32°, выстраиваясь в одну линию. Попав под сильный огонь невидимой для немцев 3-й эскадры линейных крейсеров, Хиппер отклонился в 18:28 на курс 122°. В этот момент линейные крейсера находились в голове германской линии линкоров. В 18:34 1-я разведгруппа повернула на правый борт и выходила из-под обстрела, идя на юго-запад, сближаясь со своими линкорами. В 18:37 «Лютцов» из-за полученных повреждений покинул строй и вышел из боя. Остальные линейные крейсера к 18:40 шли строем пеленга в направлении своих линейных кораблей — курсом 280°.
Условия освещённости в этой фазе боя ещё более ухудшились и были менее благоприятны для немцев — в основном видимость для них не превышала 4 миль, хотя вспышки орудий были видны на большей дальности. По некоторым направлениям на короткие промежутки времени видимость могла улучшаться. Так, «Инвинсибл» был виден на дальности около 5,5 миль. Для британцев видимость составляла 5—7 миль. Отмечались случаи и более хороших условий видимости — «Вэлиант» в 18:17 докладывал о видимости в 19000 ярдов, а «Тандерер» в 18:30 о дальности в 18—22 тысячи ярдов с фор-марса. Ведению огня британских линкоров мешало также прохождение большого количества британских кораблей между боевыми линиями двух флотов.
Для германских кораблей боевая линия линкоров Гранд-Флита была практически не видна, и огонь единичных германских линкоров по ней был неэффективен. Максимум чего добились германские корабли в этот период — ряд накрытий «Геркулеса» и «Ройал Оук». «Дифенс» и «Уорриор», обстреливавшие «Висбаден», оказались в 8000 ярдов от «Лютцова». На британских броненосных крейсерах в 18:14 — 18:17 сконцентрировался огонь главного калибра и 150-мм орудий линейных крейсеров и линкоров 3-й дивизии. С «Вэлианта» была видна зона вокруг крейсеров размером 1500 на 1000 ярдов, вода в которой буквально кипела от всплесков снарядов. «Дифенс» попытался выйти из этой опасной зоны, развернувшись в 18:19 на правый борт, но получил попадания в носовую часть и после ряда вспышек в башнях 190-мм и 234-мм орудий взорвался, пойдя на дно со всем экипажем из 903 человек.
Около 18:22 в «Принцесс Ройал» попало два снаряда с «Маркграфа», один из которых вывел из строя башню Х. В «Уорриор» также было множество попаданий с германских линкоров, но его спасла авария руля на «Уорспайте». Из-за заклиненного руля «Уорспайт» после начавшегося в 18:19 поворота вывалился из строя и описал циркуляцию, пройдя между «Уорриором» и германской боевой линией. Германские линкоры перенесли огонь на «Уорспайт», и «Уорриор» смог выйти из сражения. В него попало не менее 15 крупнокалиберных снарядов, и он не мог более продолжать бой. Из-за открывшихся течей были затоплены машинные отделения, и его ночью вынужден был взять на буксир «Энгедайн». Справиться с затоплениями не удалось, и утром 1 июня крейсер был оставлен командой.
Дистанция от германских линкоров до 5-й эскадры была около 12−14 тысяч ярдов. «Уорспайт» во время циркуляции приблизился к линкорам Шеера до 9-10 тысяч ярдов, и по нему успели отстреляться практически все линкоры Флота открытого моря. При начале поворота огонь из 305-мм и 150-мм орудий открыли корабли 5-й и 6-й дивизий, затем к ним присоединились линкоры 2-й дивизии (тип «Гельголанд»), а с 18:35 с дистанции 15000 ярдов успел дать несколько залпов 280-мм орудий и «Нассау». После того как руль на «Уорспайте» был приведён в действие, британский линкор продолжил путь за 5-й эскадрой и постепенно скрылся в дыму. Последним стрелявшим по нему германским кораблём был «Остфрисланд» (в 18:45). Всего в этот период в «Уорспайт» попали тринадцать 305-мм снарядов и не менее пяти 150-мм. Один из 150-мм снарядов вывел из строя левое орудие башни Y. Затопления средней тяжести были вызваны 305-мм снарядом, пробившим пояс ниже главной бронепалубы, и ещё одним, попавшим ниже ватерлинии далеко в кормовой оконечности. Но до жизненно важных частей немецкие снаряды не добрались, и «Уорспайт» продолжил бой. Ряд германских линкоров вели огонь по «Бархэму», «Вэлианту» и «Малайе», не добившись попаданий.
Из-за плохой видимости и находившихся между двумя боевыми линиями британских кораблей ни один из линкоров Гранд-Флита до 18:30 не вёл эффективного огня по 5-й дивизии германских линкоров. Из 24 линкоров Джеллико только 12 в конце боевой линии могли стрелять по линкорам Шеера. Но огонь вёлся спорадически, и результативность его была низкой.
Существенных результатов удалось добиться только флагманскому «Айрон Дюку». С 18:30 в течение 4 минут 50 секунд с дистанции 12600 ярдов он обстреливал «Кёниг». «Айрон Дюк» дал девять залпов. Из 43 выпущенных снарядов в цель попали семь. Кроме «Айрон Дюка», одного попадания в «Кёниг» добился также «Монарх», а «Орион», дав с дистанции 13300 ярдов четыре залпа, добился одного попадания в «Маркграф». «Кёниг» получил повреждения средней тяжести. В результате начавшихся пожаров пришлось затопить погреба 150-мм орудий левого борта, что привело к подтоплению также погреба 305-мм башни В. Один из снарядов пробил 5,5 дюймовую броню ниже ватерлинии и взорвался в бункере с углём, повредив осколками противоторпедную переборку. Постепенное затопление отсеков и исправление крена контрзатоплением привело к тому, что к 23:50 количество принятой воды достигало 1630 т.
Точка разворота британских линкоров находилась в 12000 ярдах от «Висбадена» и многие британские линкоры обстреливали злосчастный крейсер. Несмотря на множественные попадания и близкие разрывы, крейсер оставался на плаву и продолжал отвечать на огонь. В 18:45 он выстрелил торпеду, которая попала в «Мальборо». Попадание торпеды пришлось в район между котельным и отсеком дизель-генераторов. Котельное отделение было прикрыто угольным бункером и противоторпедным бункером и пострадало мало. Но дизельное отделение было затоплено. Поначалу попадание не сказалось на боеспособности линкора, но постепенное затопление отсеков привело к падению хода, и в конечном счёте ночью «Мальборо» пришлось выйти из строя, направившись домой.
Подробностей по стрельбе 5-й эскадры за этот период сохранилось мало, и результативность их огня не ясна. Но по факту, попаданий в немецкие корабли 381-мм снарядов в этот период не было зафиксировано.
В 18:20 по линейным крейсерам Хиппера открыли огонь линейные крейсера 3-й эскадры. Дистанция стрельбы была от 8500 до 11 000 ярдов и их огонь был очень действенным. При этом германские корабли не могли отвечать, так как видели только вспышки орудий во мгле. Основной целью был головной «Лютцов» и в него попало восемь снарядов. Два из них угодили ниже ватерлинии в район отсека носовых торпедных аппаратов. Отсек имел большой объём и несмотря на это не был разделён водонепроницаемыми переборками. В результате попаданий отсек стал быстро заполняться водой. С учётом предыдущих повреждений нос «Лютцова» стал быстро погружаться в воду и крейсер начал терять ход. К 18:37 ему пришлось выйти из строя. Но перед этим «Лютцову» удалось добиться своего самого крупного успеха в бою. Около 18:30 разошлась мгла и «Инвинсибл» оказался хорошо освещённым солнечными лучами. Управление было переброшено на кормовой пост управления огнём, и с дистанции 10300 ярдов «Лютцов» дал три залпа по «Инвинсиблу». Один из снарядов из третьего залпа попал в бортовую башню Q главного калибра. Сначала взрывом крышу башни подбросило вверх, а затем сдетонировал погреб, и крейсер развалился на две части. Они быстро погрузились в воду, но верхушки носа и кормы «Инвинсибла» ещё долго торчали над водой. Из воды были подобраны только шесть человек экипажа. Хотя по «Инвинсиблу» также стрелял «Дерфлингер», этот успех официальная германская история приписывает именно «Лютцову». 3-я эскадра также добилась двух попаданий в «Дерфлингер» и одного в «Зейдлиц», но они не повлекли тяжёлых повреждений. Из крейсеров Битти только «Лайон» смог попасть два раза в «Лютцов» в 18:19. С кораблей Хиппера крейсера Битти были практически не видны и ответного огня по ним не велось.
Эсминцы противников, сопровождавшие линейные крейсера, пытались выйти в торпедную атаку, и между ними разыгрался ряд схваток. В результате несколько эсминцев получили несущественные повреждения. Кроме этого, повреждённый ранее британский «Шарк» получил в 19:02 торпеду с S54 и в 19:02 пошёл ко дну.
После завершения разворота Шеер находился в раздумьях. Согласно его объяснениям, он хотел помочь «Висбадену» и считал, что ещё рано выходить из боя, так как противник может до темноты догнать его тихоходные линкоры. Поэтому в 18:55 снова скомандовал боевой разворот. И в 19:00 «Кёниг», развернувшись на 180°, пошёл на восток навстречу британскому флоту. За этот разворот Шеер подвергался жестокой критике, так как озвученные объяснения были слабыми, а из-за этого курса голова германской колонны снова упёрлась в середину британского строя. В 18:45 «Мольтке» сообщал о вспышках орудий на юго-востоке, которые на самом деле принадлежали лёгкому крейсеру «Кентербери». Поэтому Шеер мог предполагать, что британские линкоры находятся гораздо южнее, чем на самом деле. Учитывая это обстоятельство, ряд исследователей считает, что Шеер мог рассчитывать проскочить в тумане за британским флотом и либо уйти домой, либо занять более выгодное для стрельбы положение.
Британским лёгким силам не удалось обеспечить эффективную разведку, и первый боевой разворот Шеера остался незамеченным. Когда немецкие линкоры скрылись из вида, Джеллико, опасаясь плавучих мин и торпедных атак, не рискнул идти прямо за противником. И в 18:44 приказал повернуть Гран-Флиту подивизионно на курс 122°, отрезая противника от Гельголандской бухты. Он запросил все корабли о нахождении противника, но никто его не видел. В 18:55 Джеллико опять же подивизионно изменил курс на 167°.
Только в 19:00 пришло сообщение прожектором от «Лайона», что противник находится на западе. И в то же время пришло сообщение с «Саутгемптона», сообщавшее о положении противника, и что он идёт на восток.
Пятая эскадра следовала в хвосте британской линии вслед за 6-й эскадрой линкоров Гранд-Флита и около 18:55 уклонялась от торпедной атаки, в результате которой погиб «Шарк». «Уорспайт» присоединился к 5-й эскадре около 19:00, но из-за проблем с выдерживанием курса держался более чем в полумиле от «Малайи».
Ряд линкоров сообщал об уклонении от торпед с несуществовавших на самом деле подводных лодок. До получения немецких данных попадание в «Мальборо» приписывалось также подводной лодке.
По приказу Битти «Инфлексибл» и «Индомитебл» пристроились в хвост колонны его линейных крейсеров за «Нью Зиленд». Линейные крейсера с 18:52 шли курсом 167°, снизив скорость до 18 узлов. Битти решил сблизиться с линкорами и скомандовал в 18:54 разворот на 180°. Но из-за поломки гирокомпаса «Лайон» развернулся на все 360°, снова вернувшись на курс 167° к 19:04. Его манёвр повторили остальные линейные крейсера, и в результате линейные крейсера оказались на том же месте, что и 13 минут назад. Хотя Битти и подвергался критике за этот манёвр, так как это могло сказаться на участии линейных крейсеров в развернувшемся через несколько минут сражении, но, учитывая уязвимость британских линейных крейсеров, желание быть ближе к линкорам было вполне разумным.
В финальной части этой фазы боя с 18:40 до 19:00 линейные силы противников фактически не видели друг друга и стрельбы друг по другу не вели. Хотя повреждения «Лютцова» были тяжёлыми и в конечном счёте повлекли за собой его гибель, эта часть сражения все же осталась за немцами. Британцы потеряли «Инвинсибл» и «Дифенс», а тяжело повреждённый «Уорриор» затонул по пути домой.
| Попадания в третьей фазе сражения 18:15-19:00 | Попадания в третьей фазе сражения 18:15-19:00 | Попадания в третьей фазе сражения 18:15-19:00 | Попадания в третьей фазе сражения 18:15-19:00 | Попадания в третьей фазе сражения 18:15-19:00 | Попадания в третьей фазе сражения 18:15-19:00 | Попадания в третьей фазе сражения 18:15-19:00 | Попадания в третьей фазе сражения 18:15-19:00 | Попадания в третьей фазе сражения 18:15-19:00 |
|                                               | 305-мм                                        | 280-мм                                        | ИТОГО                                         |                                               | 343-мм (1400 ф)                               | 343-мм (1250 ф)                               | 305-мм                                        | ИТОГО                                         |
| --------------------------------------------- | --------------------------------------------- | --------------------------------------------- | --------------------------------------------- | --------------------------------------------- | --------------------------------------------- | --------------------------------------------- | --------------------------------------------- | --------------------------------------------- |
| «Инвинсибл»                                   | 5                                             |                                               | 5                                             | «Лютцов»                                      |                                               | 2                                             | 8                                             | 10                                            |
| «Принцесс Ройал»                              | 2                                             |                                               | 2                                             | «Дерфлингер»                                  |                                               |                                               | 3                                             | 3                                             |
| «Уорспайт»                                    | 13                                            |                                               | 13                                            | «Зейдлиц»                                     |                                               |                                               | 1                                             | 1                                             |
|                                               |                                               |                                               |                                               | «Кёниг»                                       | 7                                             |                                               |                                               | 7                                             |
|                                               |                                               |                                               |                                               | «Гроссер Кюрфюрст»                            |                                               | 1                                             |                                               | 1                                             |
|                                               |                                               |                                               |                                               | «Макграф»                                     |                                               | 1                                             |                                               | 1                                             |
| ВСЕГО                                         | 20                                            | 0                                             | 20                                            |                                               | 7                                             | 4                                             | 12                                            | 23                                            |

### Четвёртая фаза сражения. Второй бой линкоров.
Германским линкорам пришлось замедлить ход, чтобы пропустить в голову колонны линейные крейсера. Хиппер покинул «Лютцов» и решил выбрать для своего штаба «Мольтке», поскольку он сохранил наибольшую боеспособность из кораблей отряда. Начавшийся вскоре бой застал Хиппера на эсминце G39 и командование 1-й разведгруппой временно принял капитан «Дерфлингера» Хартог.
Примерно с 19:10 германские корабли начали появляться в видимости британских линкоров. Голова германской колонны опять вышла на середину британского строя, фактически обеспечив противнику охват своего флота. Британские линкоры открыли сильный огонь, наносящий на небольшой дистанции значительные повреждения германским кораблям. При этом британцы не были видны с германских кораблей. Немцы наблюдали только вспышки орудий на тёмной стороне горизонта, не имея возможности отвечать. Шеер понял, что опять угодил в ловушку, и принял решение о совершении третьего по счёту «боевого разворота». Но во время разворота линкоры скучивались и находились в уязвимом положении. В 19:13, чтобы обеспечить линкорам возможность совершить манёвр разворота, линейные крейсера получили приказ атаковать противника, не считаясь с потерями. В 19:15 миноносцы получили приказ выйти в торпедную атаку на линкоры противника и выставить дымовую завесу. Приказ линкорам о боевом развороте через правый борт поступил от Шеера в 19:17.
«Дерфлингер» повёл за собой линейные крейсера, в 19:20 развернувшись через правый борт на юг (курс 167°), и к 19:30 развернулся вслед за линкорами на запад (курс 246°). Остальные линейные крейсера шли за ним строем пеленга.
У линейных сил наиболее опасная ситуация складывалась в 5-й дивизии, находившейся под сосредоточенным огнём трёх дивизий британского флота. Чтобы дать им место для разворота, Шеер приказал «Фридриху дер Гроссе» разворачиваться через левый борт. «Кёниг» в 19:25 начал ставить дымовую завесу, а в 19:28 завесу начал ставить и «Кайзер». И все равно 3-й эскадре не хватало места, чтобы совершить манёвр, и её линкорам пришлось поломать боевую линию и выходить из под обстрела на параллельных курсах строем пеленга.
В 19:15 в торпедную атаку начали выходить германские миноносцы. Первые торпеды пошли в сторону британских линкоров в 19:22, и британские линкоры применили манёвр уклонения в сторону от торпед. При выходе из атаки немецкие миноносцы ставили дымовую завесу, поэтому вскоре германские линкоры скрылись в дыму и бой прекратился.
Линейные крейсера Битти практически не приняли участие в бою. В начале боя они находились слишком далеко на юг и не видели противника. Битти развернулся курсом на юго-запад (212°) и поднял ход до 24 узлов. Но к 18:30 он всё ещё находился южнее линкоров, в 3 милях по правому борту от идущего на юго-запад «Кинг Джордж V».
С 19:02 ряд немецких тяжёлых кораблей вёл с дистанции 10-18 000 ярдов огонь по 2-й эскадре лёгких крейсеров. Крейсера Гуденафа открыли огонь по все ещё находящемуся на плаву «Висбадену». Но оказавшись под сильным огнём противника, британским крейсерам пришлось отойти.
В этот период боя освещение было в явную пользу британцев. Большинство британских линкоров могли вести огонь по противнику на дистанции до 9 миль. Иногда отмечались и более худшие условия видимости — «Сьюперб» сообщал о возможности вести наблюдение только до 6 миль. Немцы же не могли видеть противника, и только линейные крейсера и несколько линкоров пытались вести огонь по вспышкам британских орудий. Вскоре после 19:17 было зафиксировано два попадания 280-мм снарядами с «Зейдлица» в «Колоссус», не причинивших существенных повреждений.
Ряд британских линкоров также не мог вести огня, так как сектора стрельбы перекрывались другими британскими кораблями. Как и в предыдущей фазе, организованного распределения огня не было, и каждый британский линкор сам выбирал себе цели. В общей сложности семь линкоров вели огонь по германским линкорам, 18 обстреливали 1-ю разведгруппу и 3 обстреливали «Лютцов».
5-я германская дивизия оказалась под сильным огнём и с 19:18 по 19:26 «Гроссер Курфюрст» был поражён семь раз, а «Кёниг» и «Маркграф» по одному разу. Из остальных линкоров «Гельголанд» получил одно попадание в 19:15, а «Кайзер» два попадания в 19:23 и 19:26. Дистанция до германских линкоров была в районе 10 200-10 700 ярдов с «Мальборо» и 15 400 ярдов с «Айрон Дюка» при открытии огня.
«Лютцов» оказался хорошо виден со 2-й дивизии линкоров, и с дистанции в 18 500 ярдов в него добились пяти попаданий «Орион» и «Монарх». Эсминцам, сопровождавшим «Лютцов», пришлось поставить дымовую завесу, и крейсер скрылся в ней.
Под наиболее сильным огнём оказалась 1-я разведгруппа. «Фон дер Танн» получил одно попадание в 19:15 381-мм снарядом с «Ривенджа». «Ройал Оак» в 19:27 добился одного попадания 381-мм снарядом в «Зейдлиц» с дистанции порядка 14 000 ярдов. Он угодил в одно из орудий бортовой башни и вывел её из строя. Также в «Зейдлиц» с 19:14 по 19:20 попало четыре 305-мм снаряда.
Тяжелее всех пришлось «Дерфлингеру». До 19:20 он получил пять попаданий 381-мм снарядов с «Ривенджа» на дистанции порядка 8000-9000 ярдов. Два из них привели к пожарам в кормовых башнях, и погреба обеих пришлось затопить. Также он получил пять попаданий 305-мм снарядов с «Колоссуса» и одно с «Колингвуда» на дистанции порядка 10 000 ярдов. После 19:20 в него попали два 381-мм снаряда «Ройал Оак» с 14000 ярдов и один 305-мм с «Беллерофона».
1-я разведгруппа, скорее всего «Дерфлингер», также обстреливалась с «Лайона» (с дистанции в 16 000  ярдов), «Принцесс Ройал» (18 000  ярдов) и «Тайгера» (19000-20000 ярдов). «Индомитебл» при этом обстреливал «Регенсбург». Но попаданий линейные крейсера не добились.
Также британские линкоры выпускали по германским линкорам торпеды. Одну выпустил «Ривендж» и две «Мальборо» — все безуспешно.
Начали торпедную атаку на британские линкоры 6-я и 9-я флотилии. 6-я флотилия была первой и выпустила свои 11 торпед с 19:22 по 19:24 с дистанции в 8500- 9000  ярдов, поставив затем дымовую завесу. В 19:22 британская 4-я эскадра лёгких крейсеров получила приказ Джеллико атаковать германские эсминцы. На отходе 6-я флотилия попала под огонь с 4-й эскадры и два миноносца получили повреждения. 9-я флотилия миноносцев шла вслед за 6-й, и ей пришлось проходить через дымовую завесу. При этом миноносцы флотилии подошли ближе к британским линкорам, выпустив 20 торпед с 7000- 7500 ярдов, но оказались под сильным ответным огнём. Кроме применения противоминной артиллерии, линкоры выпустили не менее 150 снарядов главного калибра. Миноносцы маневрировали, и линкоры добились только несколько близких разрывов. Но два снаряда, приписываемых «Айрон Дюку», попали в миноносец S35, выведя его из строя.
Атака германских миноносцев была направлена в основном на находящиеся в конце британского строя линкоры 1-й (5-я и 6-я дивизии) и 5-й эскадр. В районе 19:33-19:37 британским линкорам пришлось отворачивать в сторону, уворачиваясь от торпед.
3-я флотилия получила в 19:00 приказ Шеера снять команду с «Висбадена». Но крейсер находился под сильным огнём с британских кораблей, и подойти к нему не удалось. В 19:23 3-я флотилия пошла в торпедную атаку сквозь строй 5-й дивизии германских линкоров. Но обойдя с севера дымовую завесу, она не обнаружила британских кораблей и вернулась обратно. Только два миноносца, увидев в просветах британские корабли, выпустили по ним по одной торпеде. На отходе германские миноносцы были обстреляны с эсминцев 12-й британской флотилии.
Из оставшихся немецких флотилий командир 2-й решил не выходить в атаку, так как был слишком далеко от британских кораблей, а 7-я оставалась со 2-й эскадрой германских линкоров. В 19:38 в атаку попыталась выйти 5-я флотилия, но смогла пробиться сквозь дымовую завесу только к 19:50. Выйдя из завесы, её корабли также не смогли обнаружить британские линкоры и были отогнаны обратно эсминцами 12-й британской флотилии. На северном участке сражения повреждённый V48 был добит огнём эсминцев из 12-й флотилии и их лидера — крейсера «Фолькнор».
В 19:00 линкоры Гранд-Флита шли на юг курсом 167°. В 19:05 Джеллико попытался сблизиться с противником и повернул на курс 201°, но после сообщений с ряда линкоров об обнаруженных подлодках, через 4 минуты вернулся на курс 167°. Джеллико хотел «поставить палочку над Т» и в 19:16 отдал приказ выстроиться в линию. При этом 2-я эскадра должна была занять место в голове линии, и 4-й эскадре пришлось уменьшить ход до 15 узлов, чтобы облегчить ей задачу. Но после начала атаки 6-й флотилии германских миноносцев Джеллико принял решение произвести манёвр уклонения.
2-я эскадра, чтобы освободить остальным место для манёвра, получила приказ отвернуть «все вдруг» (одновременно) на правый борт на 4 румба (45°). Остальные корабли получили приказ отвернуть полудивизиями на 2 румба (22,5°). С помощью «калькулятора вражеских торпедных атак» (Bunbury Enemy Torpedo Calculator) было определено, что для «Айрон Дюка» и ряда других кораблей разворот на 2 румба недостаточен. И корабли получили приказ довернуть полудивизями ещё на два румба.
Джеллико сильно критиковался за этот манёвр уклонения. Считалось, что из-за нерешительных действий он позволил немцам избежать разгрома. Но, во-первых, это было стандартной практикой и применялось до этого и в других сражениях, в том числе в самом Ютландском сражении Битти и Хиппером. Во-вторых, гибель «Одейшеса» показала уязвимость подводной защиты британских линкоров. Из-за поставленной германскими миноносцами дымовой завесы Джеллико не мог себе позволить идти сразу за германскими кораблями в туман, рискуя нарваться на торпеды или сброшенные немцами плавучие мины.
Атаки немецких миноносцев были направлены против шедших в конце британского строя линкоров 1-й и 5-й эскадр, и им пришлось самостоятельно уворачиваться от торпед. Головные эскадры шли первоначальным курсом, и в результате этих манёвров строй линкоров Гранд-Флита был нарушен. Джеллико снова решил выстроить их в одну линию, приказав в 19:35 повернуть флоту на курс 178°. А в 19:40 приказал довернуть на противника, повернув на курс 212°.
Линейные крейсера Битти шли до 19:40 курсом 212°, снизив затем скорость до 18 узлов и изменив курс на 209°. В 19:45 «Лайон» находился в 6 милях на юго-запад от «Кинг Джордж V». Немецкие корабли находились от «Лайона» в 10,5 милях в северо-западном направлении. В сигнале, датированном 15 минутами ранее, Битти сообщал Джеллико, что противник находится на запад от него в 10-11 милях. Помимо этого, других сообщений о положении Флота открытого моря Джеллико не имел. Поставленная миноносцами дымовая завеса скрыла от британцев разворот германских линкоров, и Джеллико опять не знал, где находится противник.
«Вестфален» продолжал вести за собой 1-ю германскую эскадру и «Фридрих дер Гроссе» курсом на юго-запад (курс 212°) до 19:50, после чего Шеер приказал повернуть на юг (курс 167°). 3-я эскадра шла на юго-запад, пока в 19:40 не выстроилась в одну линию и затем пошла на юг, вслед за 1-й эскадрой. 1-я разведгруппа находилась с восточного фланга германского флота, идя курсом на юго-запад (246°, а с 19:30 — 257°). «Лютцов» шёл курсом 257°, к 19:30 значительно снизив скорость. В 19:45 он находился в 1,5 милях к югу от «Дерфлингера».
В последние 15 минут этой фазы сражения линкоры противников практически не вели огня друг по другу. Эта фаза сражения осталась за британцами, так как по условиям видимости линкоры Гранд-Флита безнаказанно нанесли германскому флоту достаточно серьёзные повреждения. Но благодаря превосходной атаке миноносцев и постановке дымовой завесы, немецкому флоту опять удалось совершить боевой разворот и оторваться от противника.
| Попадания в четвёртой фазе сражения 19:00-19:45 | Попадания в четвёртой фазе сражения 19:00-19:45 | Попадания в четвёртой фазе сражения 19:00-19:45 | Попадания в четвёртой фазе сражения 19:00-19:45 | Попадания в четвёртой фазе сражения 19:00-19:45 | Попадания в четвёртой фазе сражения 19:00-19:45 |
|                                                 | 381-мм                                          | 343-мм (1400 ф)                                 | 343-мм (1250 ф)                                 | 305-мм                                          | ИТОГО                                           |
| ----------------------------------------------- | ----------------------------------------------- | ----------------------------------------------- | ----------------------------------------------- | ----------------------------------------------- | ----------------------------------------------- |
| «Лютцов»                                        |                                                 |                                                 | 5                                               |                                                 | 5                                               |
| «Дерфлингер»                                    | 7                                               |                                                 |                                                 | 7                                               | 14                                              |
| «Зейдлиц»                                       | 1                                               |                                                 |                                                 | 4                                               | 5                                               |
| «Фон дер Танн»                                  | 1                                               |                                                 |                                                 |                                                 | 1                                               |
| «Кёниг»                                         |                                                 | 1                                               |                                                 |                                                 | 1                                               |
| «Гроссер Кюрфюрст»                              | 4                                               | 3                                               |                                                 |                                                 | 7                                               |
| «Маркграф»                                      |                                                 |                                                 |                                                 | 1                                               | 1                                               |
| «Кайзер»                                        |                                                 |                                                 |                                                 | 2                                               | 2                                               |
| «Гельголанд»                                    | 1                                               |                                                 |                                                 |                                                 | 1                                               |
| ВСЕГО                                           | 14                                              | 4                                               | 5                                               | 14                                              | 37                                              |

#### Преследование
Битти же последовал за уходящим немецким флотом, и в 19:45 дал пеленг на голову колонны Шеера и, что более важно — его курс. Однако, Гуденаф все запутал сообщением о неизвестном количестве вражеских кораблей на северо-западе, полностью сбив с толку Джеллико. В 19:47 Битти сообщает по радио главнокомандующему: «Предлагаю отправить головные линкоры следом за линейными крейсерами. Мы отрежем весь вражеский линейный флот» . Радиограмма была получена Джеллико только в 20:01, и ещё больше дезориентировала его, так как точных данных о местонахождении линейных крейсеров не было. Через 6 минут адмирал приказал Джерраму следовать за линейными крейсерами, но, так как корабли Битти больше не были видны с «Кинг Георга V», то Джеррам двинулся туда, где он в последний раз видел Битти и где слышал выстрелы (это вели бой крейсера Нейпира). Он не увеличивал скорость и не догадывался, что расходится с противником на 2 румба.
Тем не менее, два флота продолжали сближаться. Опасаясь слишком далеко оторваться от своих баз, в 19:45 Шеер повернул на юг, находясь всего в 12 милях к востоку от «Айрон Дюка». По донесениям своих эсминцев он понял, что сражался со всем британским линейным флотом. Шеер решил прорываться к Хорнс-рифу, невзирая на атаки противника и не уклоняясь с курса. Результатом этого решения стали последние контакты между сражающимися флотами до наступления темноты. В это время главные силы Шеера с головным кораблём «Вестфален» шли курсом на юг, впереди них, по левому крамболу шли линейные крейсеры, а по правому — 2-я эскадра линейных кораблей типа «Дойчланд».
В 20:00 Битти отдал приказание 1-й и 3-й эскадрам лёгких крейсеров идти на запад и до наступления темноты установить местонахождение кораблей противника. 3-я эскадра лёгких крейсеров в 20:46 обнаружила германские линейные крейсера и передала по радио их координаты. Но ещё до этого линейные крейсера Битти, повернув на запад, почти тотчас же заметили два линейных крейсера и несколько линейных кораблей и в 20:23 открыли по ним огонь на дистанции 8600 ярдов. Линейные крейсера противника тут же отвернули на юг, а 2-я эскадра линкоров продолжала идти прежним курсом. Бой продолжался всего несколько минут, после чего эта эскадра также отвернула. За время боя англичане добились нескольких попаданий в немецкие корабли, преимущественно в линкоры. Германские линейные крейсера, которые пытались выйти в голову линейному флоту Шеера, около 20:25 попали под сильный обстрел. Сами они уже не могли отвечать — в темноте они видели только вспышки орудийных залпов, к тому же они имели уже очень тяжёлые повреждения. «Дерфлингер» принял более 3000 тонн воды, и на нём осталось только 2 исправных орудия главного калибра. Поэтому Хартог увёл линейные крейсера на другой борт колонны Шеера, прикрывшись дредноутами. Эта короткая стычка произошла как раз когда Хиппер попытался перейти на борт «Мольтке». В результате он снова принял командование эскадрой только в 21:00.
Лёгкие крейсера Нейпира в этот момент тоже вели бой, пытаясь попасть по лёгким крейсерам, сопровождающим эскадру Хиппера, но из-за плохой видимости стрельба с дистанции 7000 ярдов не дала результатов — снаряды обеих сторон ложились с большими недолётами, и не было возможности их скорректировать. В 20:28 Гранд Флит взял курс на юго-запад, чтобы не дать Шееру выйти в голову колонны английских линкоров. После этого Битти заметил броненосцы Мауве, которые теперь возглавляли германский линейный флот, и открыл огонь по ним. После нескольких попаданий те уклонились на юго-запад и скрылись.
В 20:10 Хоксли заметил 5-ю флотилию эсминцев Хейнеке к востоку от колонны Шеера и повёл свои эсминцы в атаку, которую поддержала 4-я эскадра лёгких крейсеров. Чуть позже они заметили эскадру Бенке, которая теперь замыкала строй Шеера. Корабли Ле Мезюрье, идя параллельным курсом, приблизились к линкорам на 8500 ярдов, развернулись и произвели торпедную атаку. Попав в ответ под плотный обстрел, они ушли в сторону зигзагами. Эсминцы Хоксли торпедную атаку выполнить не сумели. Джеллико, увидев вспышки выстрелов, в 20:38 прожектором запросил «Комус»: «По кому вы стреляете?» Из ответа капитана 1 ранга Э. Г. Готэма: «По вражеским линкорам» главнокомандующий заключил, что он сближается с врагом. Это же вроде бы подтвердила вспыхнувшая через несколько минут короткая перестрелка в хвосте британской линии, где Гуденаф имел стычку со 2-й флотилией эсминцев. Но к 20:40 Флот открытого моря окончательно скрылся из вида английских линейных крейсеров и больше не появлялся.
Джеллико получил донесение о местонахождении противника в 20:40 от лёгкого крейсера «Комус», а вскоре после этого также от «Фалмута» и «Саутгемптона». На основании этих сведений и донесения с «Лайона», полученного на «Айрон Дюк» в 20:59, Джеллико смог понять общее положение, чтобы принять решение относительно дальнейших действий. В это время становилось уже темно. Заход солнца был в 21:07, и ночь была безлунная. Затем произошло третье столкновение. «Кэролайн» и «Роялист», расположенные впереди «Кинг Георга V», на котором Джеррам все пытался догнать потерявшиеся корабли Битти, заметили колонну Шеера. Капитаны 1 ранга Г. Э. Крук и Г. Мид повернули, чтобы атаковать броненосцы Мауве торпедами, и сообщили об этом Джерраму. Флагманский штурман убедил Джеррама, что это британские линейные крейсера, и адмирал запретил атаку. Когда Крук повторил, что это неприятель, Джеррам ответил: «Если вы уверены — атакуйте». «Кэролайн» и «Роялист» выпустили свои торпеды. Хоксли тоже заметил эти корабли, опознал их как неприятельские и повернул на них, ожидая, что 2-я эскадра линкоров откроет огонь. Однако Джеррам оставался убеждён, что это корабли Битти. На «Орионе» флаг-офицер сказал Левесону: «Сэр, если сейчас вы выйдете из колонны и повернёте на них, ваше имя станет таким же знаменитым, как имя Нельсона». Однако, как и Эван-Томас, Левесон был приучен исполнять только приказы командующего, и отказался поворачивать. Корабли Шеера отвернули на запад, затем на юг. Джеррам продолжал вести британский линейный флот параллельным курсом, не пытаясь сблизиться.

### Ночной этап сражения
Шеер направил свой флот к протраленному фарватеру южнее Хорнс-рифа. Германский флот был подготовлен к ночному бою, в отличие от английского, поэтому Шеер считал приемлемым риск ночного боя с Гранд Флитом. Джеллико же решил не рисковать, во-первых, потому что противник имел большое количество эсминцев, а во-вторых, из-за возможности обстрела своих кораблей. Он направил флот на юг, чтобы на рассвете перехватить Шеера на подходах к Гельголанду или Эмсу. Поэтому в 21:17 он перестроил свой флот в ночной походный порядок из 4 кильватерных колонн, но не потрудился дать им знать о своих намерениях на ночь. Битти же продолжал следовать на юго-запад до 21:24 и, ничего не обнаружив, решил, что неприятель находится на северо-западе, и что он располагается между немецким флотом и его базами. Получив сообщение Джеллико, что флот идёт на юг, Битти решил не ввязываться в ночной бой и следовать тем же курсом, чтобы помешать Шееру прорваться к своим базам, обойдя флот с юга. Поэтому он вывел свои корабли, а с ними лёгкие крейсера Александер-Синклера и Нейпира, в точку в 15 милях к юго-западу от «Айрон Дюка». Вторая эскадра лёгких крейсеров Гуденафа уже заняла позицию за кормой 1-й эскадры линкоров Берни. Крейсера Хита и Ле Мезюрье шли к востоку от 5-й эскадры линкоров Эван-Томаса. В 22.05 Джеллико отделил «Эбдиел», чтобы тот поставил мины у плавучего маяка Хорнс-риф, что лидер и сделал без происшествий в 2.00, после чего вернулся в Розайт.
В 20:45 Шеер выбрал те эсминцы, на которых осталось больше одной торпеды — всего 5 штук — и приказал им атаковать британский линейный флот. В 21:00 следом за ними отправились 5-я и 7-я флотилии, развернув строй фронтом. Но в надвигающейся темноте ни один эсминец не сумел найти британские линкоры, и 20 миноносцев вернулись в Киль, не приняв участия в дальнейших столкновениях.
В 21:14 немецкие линкоры повернули на юго-восток, и в 21:40 эскадры Джеллико и Шеера разделяли едва 8 миль. Теперь он сходился с Джеллико под острым углом, держа скорость 16 узлов, так как броненосцы больше дать не могли. После поворота Шеер начал перестраивать колонну дредноутов. Броненосцы Мауве перешли в хвост колонны, а ведущей стала 1-я эскадра линкоров с «Вестфаленом» капитана 1 ранга Редлиха во главе. Во время перестроения 2-й эскадры линкоров «Шлезвиг-Гольштейн» капитана 1 ранга Барентраппа заметил по левому борту белый огонь на мачте одного из лёгких крейсеров Гуденафа, а сам остался незамеченным. Через несколько минут 4-я разведывательная группа, находившаяся ближе всех к эскадре Битти, заметила, как «Лайон» запрашивал клотиковым огнём у «Принцесс Ройял»: «Сообщите наши позывные на сегодня, так как моя сигнальная книга уничтожена». Четфилд допустил грубейшую ошибку, ещё более усугублённую Коэном, который ответил, сообщив при этом германскому флоту секретные позывные. Барентрапп, Бёдикер и фон Рейтер, не сговариваясь, решили не открывать огня, чтобы не демаскировать себя. Мауве дождался, пока исчезнет 2-я эскадра лёгких крейсеров, и лишь потом повернул. Поэтому линейный флот Шеера только в 22:00 выстроился в ночной ордер, хотя к этому времени линейные крейсера должны были перейти в арьергард.

#### Бой лёгких крейсеров
Около 22:00 «Кастор», находившийся на правой раковине главных сил, заметил справа по носу не менее трёх крейсеров. Это были корабли 2-го разведывательного отряда Бёдикера. Согласно донесению «Кастора», эти корабли опросили его при помощи двух первых секретных позывных того дня. Подойдя на расстояние мили, 4 германских крейсера включили прожектора и открыли огонь, нанеся «Кастору» тяжёлые повреждения, прежде чем он начал отвечать. Его верхняя палуба была исковеркана, повсюду валялись раненые и убитые. Из 8 эсминцев, шедших за ним, 2 выпустили торпеды, одна из которых прошла под килем «Эльбинга», остальные были ослеплены вспышками залпов «Кастора» и не могли ничего увидеть, а потому решили, что произошла ошибка, и бой ведётся между своими кораблями, и не стали выпускать торпеды. С немецкой стороны крейсер «Гамбург» получил заметные повреждения.
В 22:20 2-я эскадра лёгких крейсеров Гуденафа вступила в бой с крейсерами фон Рейтера. С расстояния 1500 ярдов 4 немецких крейсера сосредоточили огонь на «Саутгемптоне», пятый стрелял по «Дублину». «Ноттингем» и «Бирмингем» проявили большую осмотрительность и не включали прожектора, поэтому по ним не стреляли. В итоге «Саутгемптон» получил тяжёлые повреждения, верхняя палуба его была превращена в обломки, артиллерия уничтожена. «Дублин» получил не столь значительные повреждения, но на нём разбили радиостанцию, и он отстал в темноте. В то же время под обстрел попал «Штеттин», потеряв несколько орудий, а в 22:40 удачный выстрел торпедой с «Саутгемптона» пустил ко дну лёгкий крейсер «Фрауэнлоб».
С «Айрон Дюка» были видны вспышки выстрелов, однако они были приняты за отражение атаки эсминцев врага. Вскоре после этого «Кастор» и 11-я флотилия опять вступили в краткий бой, а в 23:00 в бой с крейсерами противника вступила 4-я флотилия. Об этих боях сообщили Шееру, который и сам кое-что видел с мостика «Фридриха дер Гроссе». Служба радиоперехвата сообщила ему, что британские эсминцы находятся в 5 милях позади Гранд Флита, и теперь Шеер знал, что он проходит под кормой линкоров Джеллико. Если не считать британских лёгких сил, никто не стоял между Флотом открытого моря и безопасными укрытиями за своими минными полями. Когда «Вестфален» повернул на юг, чтобы обойти сражающиеся эскадры Гуденафа и фон Рейтера, Шеер в 22:34 приказал капитану 1 ранга Редлиху повернуть обратно на юго-восток и двигаться прямо к маяку Хорнс-риф, не сворачивая, несмотря ни на какие атаки англичан.
Джеллико тоже видел и слышал стрельбу. Из сообщений лёгких крейсеров он сделал вывод, что вражеские лёгкие силы ищут его линейный флот. Адмиралтейство в 21:55 передало ему перехваченное распоряжение Шеера миноносцам Михельсена, ещё больше укрепив адмирала в ошибочном мнении: «Трём флотилиям эсминцев приказано атаковать вас». В 21:23 Джеллико получил позицию хвоста колонны Шеера на 21:00 вместе с сообщением, что вражеские линкоры следуют на юг. Так как указанная точка находилась к юго-западу от «Айрон Дьюка», то Джеллико не поверил сообщению. Он усомнился и в следующем сообщении Адмиралтейства: в 22:10 «Комната 40» расшифровала 4 сообщения Шеера, и оперативный отдел свёл три из них в радиограмму, полученную Джеллико в 22:30: «Германскому линейному флоту в 21:14 приказано возвращаться в базы. Линейные крейсера замыкают строй. Курс юго-восток. Скорость 16 узлов». Джеллико не поверил курсу, так как получалось, что германский линейный флот очень близко к хвосту его собственной колонны. Сообщения Гуденафа о его бое с 4-й разведывательной группой и «Бирмингема» о замеченных линейных крейсерах Хиппера укрепили его уверенность, что неприятель находится на северо-западе. Все это не имело бы значения, если бы Джеллико получил четвёртое сообщение — требование Шеера провести разведку цеппелинами. Это дало бы точный курс, которым Флот открытого моря намеревался возвращаться домой. Однако она не попала к Джеллико, и потому он не менял курс флота, отправившись отдохнуть в адмиральскую рубку на мостике «Айрон Дьюка».

#### Первая атака эсминцев
Тем временем в 23:15 4-я флотилия Винтура (10 эсминцев) с лидером «Типперери» во главе заметили на правой раковине 3 крейсера, пересекающие их курс под углом 20 градусов на большой скорости. С дистанции 700 ярдов «Типперери» прожектором запросил позывной. В ответ «Франкфурт», «Пиллау» и «Эльбинг» Бёдикера навели прожектора на него и открыли огонь, расстреляв его почти в упор, на лидере погиб почти весь экипаж, включая Винтура. В ответ 4 эсминца выпустили торпеды, одна из которых попала в борт «Эльбинга». Крейсера отвернули и попытались укрыться за строем линкоров, но «Эльбинг» маневрировал плохо и попал под таран флагмана контр-адмирала Энгельгардта линкора «Позен». Машинные отделения крейсера были затоплены, и он потерял ход. Эсминцы ринулись за крейсерами и подошли слишком близко к строю дредноутов, где попали под плотный огонь «Вестфалена», «Нассау» и «Рейнланда», возглавлявших колонну Шеера. Но стрельба немцев была неточной из-за непроглядной тьмы, серьёзно пострадал только 1 эсминец. «Спитфайр», выпустивший все торпеды, решил вернуться к «Типперери» и подобрать его экипаж, и в этот момент столкнулся с «Нассау». Удар снёс всё с левого борта эсминца, вырвав 60 футов обшивки, вдобавок его залп разрушил мостик. Но 3 из 4 котлов всё ещё работали, а переборки прекрасно держали воду. Команда восстановила управление, и эсминец пошёл на запад со скоростью 6 узлов, через 36 часов придя в Тайн. «Типперери» же позднее затонул.
Командор Аллен на «Броуке» принял командование флотилией на себя, но ни он, ни другие эсминцы не сообщили Джеллико о столкновении с противником. Аллен собрал 8 эсминцев из рассыпавшейся флотилии и пошёл на юг, чтобы занять место в ордере позади линкоров Джеллико. Но вскоре после полуночи они заметили «Вестфален», который в ответ на запрос опознавательных сигналов включил прожектора, а затем открыл огонь. Эсминцы «Спарроухок» и «Броук» атаковали его, но снаряд главного калибра разбил «Спарроухоку» нос, тот не смог выровнять курс и столкнулся с «Броуком», вышедшим на курс атаки. Положение усугубил «Контест», ударивший «Спарроухок» в корму. Тяжело повреждённый «Броук», потерявший 48 человек убитыми, а 34 раненными, малым ходом двинулся на север и, пережив короткую ночную перестрелку с двумя немецкими эсминцами, прибыл в Тайн на сутки позже «Спитфайра». Подбитый «Спарроухок» остался на месте, освещаемый пожарами разбитого «Типперери», пока тот не затонул. Чуть позже из тьмы появился германский лёгкий крейсер, экипаж эсминца приготовился открыть огонь из уцелевших орудий, но тот в 3:40 начал медленно погружаться носом, потом задрал корму в воздух и затонул. Этот корабль был подбитым «Эльбингом». В 7:10 появились 3 британских эсминца, взявшие подбитый «Спарроухок» на буксир, но из-за сильного волнения буксировка не удавалась, и его пришлось затопить, сняв экипаж и спасшихся с «Типперери».

#### Ночная встреча флотов
Во время ночных боёв эсминцев Джеллико так и не узнал о том, что Флот открытого моря проходит у него под кормой. Британские эсминцы ещё раз атаковали немецкий строй, и одной торпедой повредили лёгкий крейсер «Росток», который впоследствии затонул при буксировке в гавань. Сами эсминцы попали под обстрел, «Форчун» и «Ардент» были потоплены, «Порпойс» был повреждён тяжёлым снарядом, но сумел спастись. Но в это же время многие английские корабли видели противника и должны были сообщить своему главнокомандующему, что Флот открытого моря остался у него за кормой. Начиная с 22:00 торпедированный «Мальборо» уже не мог держать 17 узлов и постепенно отставал вместе со своей дивизией. Так как Берни ничего не сообщил Эван-Томасу о проблемах своего флагманского корабля, 5-я эскадра линкоров, следовавшая за «Мальборо», отстала вместе с ним. Курс Шеера проходил всего в 3 милях от этих 7 линкоров, и они видели бой 4-й флотилии эсминцев лучше всех. В 23.40 «Малайя» наблюдал недалеко от себя дредноут, опознанный как «Вестфален», но его капитан не решился открыть огонь без приказа адмирала. Более того, чтобы не обнаружить себя, он запретил использовать радио, и линкоры прошли мимо сражающихся эсминцев, не поддержав их огнём.
В 0:10 броненосный крейсер «Блэк Принс», за несколько часов до того потерявший связь с главными силами, идя на юг для её восстановления, в темноте наткнулся на задние корабли 1-й эскадры линкоров противника и был потоплен дредноутом «Тюринген». Таким образом, от всей эскадры Арбетнота остался один «Дюк оф Эдинбург». Капитан 1 ранга Г. Блэкетт укрылся за дредноутами Джеллико и позднее присоединился к эскадре Хита.
Вскоре после полуночи повреждённый «Зейдлиц» потерял ход, Хиппер приказал ему двигаться к Хорнс-рифу самостоятельно, и фон Эгиди взял курс на восток. Затем флагман Хиппера «Мольтке» потерял свою эскадру и тоже уклонился на восток. В результате оба линейных крейсера прошли сквозь строй линкоров Джеллико. В 22:30 «Мольтке» заметил 2-ю эскадру линкоров Джеррама, и был замечен «Тандерером», замыкающим строй. Но капитан 1 ранга Дж. А. Фергюссон и огня не открыл, и сообщить не подумал, так как «было нежелательно открывать позицию нашего линейного флота». Временно отклонившись на запад, Карпф вскоре лёг на прежний курс и, маневрируя всю ночь, сумел незамеченным пройти мимо английских сил. «Зейдлиц», который сел носом и не мог давать больше 7 узлов, около полуночи заметили с «Мальборо», но капитан ничего не предпринял. На «Ривендже» капитан 1 ранга Э. Б. Киддл удовлетворился неправильным позывным. Командир «Эджинкорта» решил «ничего не делать, чтобы не выдать положение нашей дивизии» (возможно, Revenge и «Эджинкорт» обменялись неправильными позывными и только по случайности не обстреляли друг друга). Лёгкие крейсера «Боадицея» и «Фиэрлесс» тоже видели «Зейдлиц», но последовали примеру капитанов линкоров. Наутро тяжело повреждённый крейсер достиг Хорнс-рифа.
В 0:30 голова 1-й эскадры линкоров Шмидта находилась уже к востоку от линейного флота Джеллико, но 4 эсминца 13-й флотилии, идущих вслед за линкорами Джеллико, заметили германские линкоры. Третий в строю эсминец «Петард» был обстрелян «Вестфаленом», а шедший за ним «Турбулент» был протаранен и потоплен им же. Этот бой наблюдал экипаж линкора «Беллерофон» капитана 1 ранга Э. Ф. Брюэна, замыкавшего колонну Стэрди, но ничего не предпринял. Вообще, во всём линейном флоте никто не предполагал, что Флот открытого моря проходит у них как раз за кормой. Эсминцы Голдсмита прошли буквально вплотную перед головой колонны германских линкоров.

#### Вторая атака эсминцев
12-я флотилия эсминцев капитана 1 ранга Стирлинга на «Фолкноре» старалась удержаться вместе с медленно идущими линкорами Берни и оказалась в 10 милях позади «Айрон Дьюка». В 1:43, когда начало светать, на правом траверзе «Обидиента» была замечена колонна кораблей, идущая на юго-восток, и в ответ на запрос один из них подал неправильный опознавательный. Через какое-то время стало ещё светлее, и с эсминцев увидели весь строй эскадры Шеера слева по борту: впереди дредноуты, за ними броненосцы. В то же время туман ещё был достаточно густым, чтобы обеспечить прикрытие атаки эсминцев. В 2:05 они выпустили торпеды по четвёртому кораблю в колонне с дистанции от 2000 до 3000 ярдов. Одна из них попала прямо по центру «Поммерна», пламя растеклось к носу и корме, его языки взвились выше мачт, окружённые клубами чёрного дыма и фонтанами искр. Затем оконечности корабля задрались вверх, как будто он переломился, и все пропало в тумане. В тот же момент остальные броненосцы открыли огонь из всех орудий. Эсминцы выпустили оставшиеся торпеды и, уходя зигзагами, спрятались в тумане.
В 1:55, когда скорость хода «Мальборо» ещё больше уменьшилась, вице-адмирал Бэрни, командовавший 1-й эскадрой линкоров, решил перенести свой флаг на «Ривендж», что и было сделано в 2:30.
Наутро флот Шеера был совершенно не готов к возобновлению боя. К 2:30 с ним остались лишь несколько миноносцев. Шеер получил донесения, что 1-я разведывательная группа не выдержит серьёзного боя. Головные корабли 3-й эскадры линкоров израсходовали почти весь боезапас и имели повреждения. Из лёгких крейсеров остались только «Франкфурт», «Пиллау» и «Регенсбург». Море окутывал туман, и провести разведку не было возможности. Поэтому Шеер решил прекратить операцию и вернуться в порт.
Утром Джеллико все ещё думал, что вражеский линейный флот находится к западу от него, и решил продолжить бой. Поэтому он принялся по радио собирать свои силы, которые за ночь прилично разошлись, в частности линкоры остались без прикрытия эсминцев. В 2:30 линкоры перестроились в единую колонну, а Битти и остальные адмиралы получили по радио сообщения с требованием идти на соединение с главными силами.
В 2:30 Фэри на крейсере «Чемпион», сопровождаемый «Морсби», «Обдюрейтом», «Марксмэном» и «Менадом» заметил концевые корабли колонны Шеера — 4 броненосца типа «Дойчланд». Не решившись атаковать противника, он повернул «Чемпион» на восток. Капитан-лейтенант Р. В. Алисой на «Морсби» отказался последовать за командиром, повернул влево и в 2:37 выпустил торпеду. Через 2 минуты она попала в носовую часть немецкого эсминца V-4 и оторвала её. Экипаж эсминца был снят соседними V-2 и V-6, а сам он затонул. Это был последний случай столкновения британского корабля с главными силами Шеера, прежде чем те в 3:30 добрались до Хорнс-рифа, где они повернули на юг по протраленному фарватеру. В 3:30 «Чемпион» и 4 эсминца, сопровождавшие его, заметили 4 вражеских эсминца, забравшие экипаж затопленного «Лютцова». С расстояния 3000 ярдов обе стороны открыли огонь. G-40 был быстро подбит, но тут же Фэри потерял своих противников в утреннем тумане, и немцы смогли взять на буксир повреждённый корабль. Утром G-40 сумел добраться до гавани, больше всего этому радовались 1250 моряков, снятые им с потопленного линейного крейсера.

### Окончание битвы
При буксировке повреждённого «Ростока» к Хорнс-рифу пришло сообщение цеппелина о приближении британских линкоров, поэтому корабли сопровождения сняли Михельсена и его экипаж и затопили крейсер. В 5:20 дредноут «Остфрисланд» подорвался на одной из мин, поставленных «Эбдиелом», но серьёзных повреждений не получил, и этот инцидент не задержал возвращение Шеера в Яде, куда он прибыл в начале дня. Флагман Бенке «Кёниг» принял слишком много воды носом, и ему пришлось ожидать прилива, чтобы миновать банку Амрум. «Зейдлиц», имея осадку в носовой части 42 фута, возле Хорнс-рифа сел на мель, снялся с неё, и возле банки Амрум вторично сел на мель. Прошло 32 часа, прежде чем «Пиллау» и спасательные суда сумели снять полностью потерявший остойчивость линейный крейсер с мели и отбуксировать кормой вперёд в Яде. Выпущенные на разведку цеппелины ничего не увидели, кроме L-11, который в 3:19 наткнулся на головные силы Джеллико, был ими обстрелян и передал об этом сообщение Шееру, а в 3:40 увидел «Индомитебл».
Адмиралтейство, основываясь на данных Комнаты 40, в 3:30 отправило Джеллико радиограмму, в которой говорилось, что германский линейный флот в 2:30 находился всего в 16 милях от Хорнс-рифа и шёл на юго-восток со скоростью 16 узлов. Это означало, что от «Айрон Дьюка» их отделяло 30 миль. Джеллико прочитал радиограмму в 3:54, а так как с момента расшифровки координат немецкого флота прошло полтора часа, мог лишь с сожалением передать Битти: «Вражеский флот вернулся в гавань». В 4:15 Джеллико перестроил свои линкоры в дневной походный ордер, в 5:20 к нему присоединились корабли Битти. В 11:00 Джеллико сообщил в Адмиралтейство, что Гранд Флит возвращается в гавань. Его корабли пошли в Скапа-Флоу и Розайт, на многих из них утром похоронили погибших в сражении моряков.
Король Георг V передал Джеллико 3 июня:

«Я скорблю о гибели этих отважных людей, павших за свою страну. Многие из них были моими друзьями. Но ещё больше я сожалею, что туманная погода позволила Флоту открытого моря избежать всех последствий столкновения, которого он якобы желал. Но, когда представилась такая возможность, они не выказали ни малейшего желания…». 

## Результаты
Обе стороны заявили о своей победе: Германия — в связи со значительными потерями английского флота, а Великобритания — в связи с явной неспособностью флота Германии прорвать британскую блокаду. В сухопутном сражении есть критерий победы, пусть иногда и спорный: за кем осталось поле сражения. Однако тактическая победа в одной битве может привести к стратегическому проигрышу в войне. С морским сражением всё ещё сложнее, так как «поля» в понимании сухопутного сражения здесь нет. Американский исследователь Фрост предлагает рассмотреть 1) потери 2) влияние битвы на планы сторон 3) моральный фактор. Эти аспекты рассматриваются также и у других авторов.

### Материальные потери
| Погибшие корабли     | Погибшие корабли | Погибшие корабли | Погибшие корабли     | Погибшие корабли | Погибшие корабли | Погибшие корабли | Погибшие корабли    | Погибшие корабли |
| Класс                | Британия         | Водоизмещение, т | Число погибших, чел. | Линия            | Германия         | Водоизмещение, т | Число погибших, чел | Линия            |
| -------------------- | ---------------- | ---------------- | -------------------- | ---------------- | ---------------- | ---------------- | ------------------- | ---------------- |
| Линейные крейсера    | «Куин Мэри»      | 26 350           | 1266                 | 1                | «Лютцов»         | 26 700           | 115                 | 1                |
| Линейные крейсера    | «Индефатигебл»   | 18 800           | 1017                 | 1                |                  |                  |                     |                  |
| Линейные крейсера    | «Инвинсибл»      | 17 250           | 1026                 | 1                |                  |                  |                     |                  |
| Броненосцы           |                  |                  |                      |                  | «Поммерн»        | 13 200           | 844                 | 3                |
| Броненосные крейсера | «Диффенс»        | 14 600           | 903                  | 2                |                  |                  |                     |                  |
| Броненосные крейсера | «Уорриор»        | 13 550           | 71                   | 2                |                  |                  |                     |                  |
| Броненосные крейсера | «Блэк Принс»     | 13 350           | 857                  | 2                |                  |                  |                     |                  |
| Лёгкие крейсера      |                  |                  |                      |                  | «Висбаден»       | 5600             | 589                 | 1                |
| Лёгкие крейсера      |                  |                  |                      |                  | «Эльбинг»        | 4400             | 4                   | 1                |
| Лёгкие крейсера      |                  |                  |                      |                  | «Росток»         | 4900             | 14                  | 1                |
| Лёгкие крейсера      |                  |                  |                      |                  | «Фрауэнлоб»      | 2700             | 320                 | 3                |
| Лидеры               | «Типперери»      | 1430             | 185                  | 1                |                  |                  |                     |                  |
| Эсминцы              | «Нестор»         | 890              | 6                    | 1                | V48              | 1170             | 90                  | 1                |
| Эсминцы              | «Номад»          | 890              | 8                    | 1                | S35              | 956              | 88                  | 1                |
| Эсминцы              | «Турбулент»      | 1100             | 96                   | 1                | V29              | 960              | 33                  | 1                |
| Эсминцы              | «Ардент»         | 935              | 78                   | 1                | V27              | 960              |                     | 1                |
| Эсминцы              | «Форчун»         | 965              | 67                   | 1                | V4               | 687              | 18                  | 2                |
| Эсминцы              | «Шарк»           | 935              | 86                   | 1                |                  |                  |                     |                  |
| Эсминцы              | «Спарроухок»     | 935              | 6                    | 1                |                  |                  |                     |                  |
| ИТОГО                |                  | 111 980          | 5672                 | 14 кораблей      |                  | 62 233           | 2115                | 11 кораблей      |

Британцы потеряли в бою больше кораблей — 14 против 11 при почти вдвое большем тоннаже. Несмотря на то, что германский «Лютцов» был самым мощным боевым кораблём, погибшим в Ютландском сражении, британцы потеряли три линейных крейсера против одного германского. Погибшие корабли представляли собой различную ценность для флота. Американский исследователь Фрост выделяет корабли «первой линии» — то есть такие корабли, которые могут активно участвовать в боевых действия флота. И по степени участия в этих действиях выделяет корабли «второй» и «третьей линий». Из погибших кораблей германские броненосец «Поммерн» и лёгкий крейсер «Фрауэнлоб» были устаревшими и относились к «третьей линии», так как могли принимать очень ограниченное участие в войне. Не представляли особой ценности также германский миноносец V4 и три британских броненосных крейсера, которые уже сложно считать кораблями первой линии. «Инвинсибл» и «Индефатигебл» были представителями первого поколения британских крейсеров и смотрелись откровенно слабо даже на фоне старейшего германского линейного крейсера «Фон дер Танн». Тем не менее, «Инвинсибл» сыграл важную роль в Фолклендском, да и в Ютландском сражениях, поэтому 305-мм британские крейсера Фрост всё-таки относит к кораблям первой линии. Остальные потерянные противниками корабли были современными кораблями первой линии. Для немцев, испытывавших дефицит в лёгких крейсерах, чувствительной была потеря трёх современных кораблей этого класса.
| Повреждения дредноутов и линейных крейсеров от снарядов и минно-торпедного оружия | Повреждения дредноутов и линейных крейсеров от снарядов и минно-торпедного оружия | Повреждения дредноутов и линейных крейсеров от снарядов и минно-торпедного оружия | Повреждения дредноутов и линейных крейсеров от снарядов и минно-торпедного оружия | Повреждения дредноутов и линейных крейсеров от снарядов и минно-торпедного оружия | Повреждения дредноутов и линейных крейсеров от снарядов и минно-торпедного оружия | Повреждения дредноутов и линейных крейсеров от снарядов и минно-торпедного оружия | Повреждения дредноутов и линейных крейсеров от снарядов и минно-торпедного оружия | Повреждения дредноутов и линейных крейсеров от снарядов и минно-торпедного оружия | Повреждения дредноутов и линейных крейсеров от снарядов и минно-торпедного оружия |
| Британия                                                                          | 305-мм                                                                            | 280-мм                                                                            | Возвращение в строй                                                               | Германия                                                                          | 381-мм                                                                            | 343-мм                                                                            | 305-мм                                                                            | Прочее                                                                            | Возвращение в строй                                                               |
| --------------------------------------------------------------------------------- | --------------------------------------------------------------------------------- | --------------------------------------------------------------------------------- | --------------------------------------------------------------------------------- | --------------------------------------------------------------------------------- | --------------------------------------------------------------------------------- | --------------------------------------------------------------------------------- | --------------------------------------------------------------------------------- | --------------------------------------------------------------------------------- | --------------------------------------------------------------------------------- |
| Тяжёлые повреждения                                                               |                                                                                   |                                                                                   |                                                                                   |                                                                                   |                                                                                   |                                                                                   |                                                                                   |                                                                                   |                                                                                   |
| «Уорспайт»                                                                        | 13                                                                                |                                                                                   | 20 июля                                                                           | «Зейдлиц»                                                                         | 8                                                                                 | 6                                                                                 | 8                                                                                 | торпеда                                                                           | 16 сентября                                                                       |
| «Мальборо»                                                                        | торпедное попадание                                                               | торпедное попадание                                                               | 2 августа                                                                         | «Дерфлингер»                                                                      | 10                                                                                | 1                                                                                 | 10                                                                                |                                                                                   | 15 октября                                                                        |
|                                                                                   |                                                                                   |                                                                                   |                                                                                   | «Остфрисланд»                                                                     |                                                                                   |                                                                                   |                                                                                   | мина                                                                              | 26 июля                                                                           |
| Повреждения средней тяжести                                                       |                                                                                   |                                                                                   |                                                                                   |                                                                                   |                                                                                   |                                                                                   |                                                                                   |                                                                                   |                                                                                   |
| «Лайон»                                                                           | 13                                                                                |                                                                                   | 13 сентября                                                                       | «Кёниг»                                                                           | 1                                                                                 | 9                                                                                 |                                                                                   |                                                                                   | 21 июля                                                                           |
| «Принцесс ройал»                                                                  | 8                                                                                 | 1                                                                                 | 21 июля                                                                           | «Гроссер Курфюрст»                                                                | 5                                                                                 | 3                                                                                 |                                                                                   |                                                                                   | 16 июля                                                                           |
| «Тайгер»                                                                          |                                                                                   | 15                                                                                | 1 июля                                                                            | «Маркграф»                                                                        | 3                                                                                 | 1                                                                                 | 1                                                                                 |                                                                                   | 20 июля                                                                           |
| «Бархэм»                                                                          | 5                                                                                 | 1                                                                                 | 4 июля                                                                            | «Фон дер Танн»                                                                    | 2                                                                                 | 2                                                                                 |                                                                                   |                                                                                   | 2 августа                                                                         |
| «Малайя»                                                                          | 7                                                                                 |                                                                                   | 10 июля                                                                           | «Мольтке»                                                                         | 4                                                                                 | 1                                                                                 |                                                                                   |                                                                                   | 30 июля                                                                           |
| Лёгкие повреждения                                                                |                                                                                   |                                                                                   |                                                                                   |                                                                                   |                                                                                   |                                                                                   |                                                                                   |                                                                                   |                                                                                   |
| «Колоссус»                                                                        |                                                                                   | 2                                                                                 |                                                                                   | «Кайзер»                                                                          |                                                                                   |                                                                                   | 2                                                                                 |                                                                                   |                                                                                   |
| «Нью Зиленд»                                                                      |                                                                                   | 1                                                                                 |                                                                                   | «Гельголанд»                                                                      | 1                                                                                 |                                                                                   |                                                                                   |                                                                                   | 16 июня                                                                           |

Британские капитальные корабли получили в бою меньшие повреждения — ремонта в доке требовали 7 против 9 германских. Повреждённые корабли хоть и требуют ресурсы и время на восстановление, но эти затраты не идут ни в какое сравнение с ресурсами, требуемыми на постройку нового корабля. Из выживших кораблей германские линкоры и линейные крейсера получили 83 попадания, против 72 в британские корабли. 1-го июня Флот открытого моря не был в состоянии продолжать дневной бой. Если британские линкоры практически не пострадали, то среди германских линейных крейсеров в относительно боеготовом состоянии находился только «Мольтке», а три линкора типа «Кёниг» имели значительно сниженную скорость. Учитывая более слабую судостроительную промышленность, немцам требовалось больше времени на ремонт кораблей. Два наиболее пострадавших линейных крейсера — «Дерфлингер» и «Зейдлиц» — находились в ремонте до осени 1916 года, что значительно ограничило возможности 1-й разведывательной группы. Тем не менее, к середине августа все германские линкоры уже находились в строю и 19 августа приняли участие в очередной операции Флота открытого моря.
Повреждения британских лёгких крейсеров были более существенными — в них попало 66 снарядов средних калибров против 15 в германские (среди таковых — 305-мм снаряд, попавший в «Пиллау»). Также не в пользу Гранд-Флита были повреждения эсминцев. У британцев из строя вышли 7 эсминцев против одного у немцев.

### Людские потери
| Потери в людях в Ютландском сражении | Потери в людях в Ютландском сражении | Потери в людях в Ютландском сражении | Потери в людях в Ютландском сражении | Потери в людях в Ютландском сражении | Потери в людях в Ютландском сражении | Потери в людях в Ютландском сражении | Потери в людях в Ютландском сражении |
|                                      | Британцы                             | Британцы                             | Британцы                             | Британцы                             | Немцы                                | Немцы                                | Немцы                                |
|                                      | Убитые                               | Раненые                              | Пленные                              | ИТОГО                                | Убитые                               | Раненые                              | ИТОГО                                |
| ------------------------------------ | ------------------------------------ | ------------------------------------ | ------------------------------------ | ------------------------------------ | ------------------------------------ | ------------------------------------ | ------------------------------------ |
| Взорвавшиеся корабли                 | 5069                                 | 7                                    | 4                                    | 5080                                 | 844                                  | 0                                    | 844                                  |
| Остальные потопленные корабли        | 603                                  | 58                                   | 173                                  | 834                                  | 1271                                 | 80                                   | 1351                                 |
| Повреждённые корабли                 | 422                                  | 609                                  | 0                                    | 1031                                 | 436                                  | 427                                  | 863                                  |
| ВСЕГО                                | 6094                                 | 674                                  | 177                                  | 6945                                 | 2551                                 | 507                                  | 3058                                 |

Гранд-Флит понёс бо́льшие потери в людях — 6945 человек против 3058 у немцев. В бою приняли участие 60 000 и 45 000 человек соответственно, на основании чего процент потерь составил 11,5 для британского флота и 6,8 — для германского. Британские потери были самыми большими из когда-либо понесённых Королевским флотом в одном бою. Даже в кровопролитном Трафальгарском сражении потери британцев составили только 1690 человек. Львиную долю британских потерь составили экипажи пяти взорвавшихся кораблей. Вильсон отмечает, что на остальных кораблях потери не превышали 200 человек, и если бы не эти взрывы, британские потери могли составить 2700 человек. Немцы спасли около 2000 человек с «Лютцова», «Эльбинга» и «Ростока», что также помогло им восполнить потери на других кораблях.
Тем не менее, несмотря на большие в абсолютном значении потери британского флота, эти потери были пропорциональны размерам флотов противоборствующих сторон и не изменили соотношения сил.

### Влияние на планы сторон
Планы британского флота не изменились. Гранд-флит сохранил доминирующее положение в Северном море и продолжил действовать в рамках «фабиевой стратегии», осуществляя дальнюю блокаду германского побережья.
В краткосрочной перспективе планы Шеера также не изменились: Ютландское сражение лишь отсрочило их реализацию на 2,5 месяца. Уже 18 августа Шеер вывел в море весь Флот открытого моря, надеясь нанести Гранд-Флиту ещё один удар. Но ещё 4 июля, сразу же после Ютландского сражения, он писал кайзеру, что «несмотря на индивидуальные преимущества германских кораблей, даже если при благоприятных обстоятельствах флот сможет нанести тяжёлые повреждения британскому флоту, это не заставит Британию выйти из войны. А существующее материальное превосходство британцев не позволяет Флоту открытого моря надеяться на полное уничтожение противника». Собственно, это было ясно с самого начала войны, и Ютландское сражение только подтвердило это. Шеер настаивал на том, что только неограниченная подводная война поможет победить Британию. Непрямым следствием Ютландского сражения стало то, что с 1 февраля 1917 года германский флот возобновил неограниченную подводную войну. Её последствия оказались неоднозначными. Победа в подводной войне далась Британии нелегко, стоив больших потерь и величайшего напряжения сил. Однако подводная война стала поводом для вступления в войну США в апреле 1917 года на стороне союзников, после чего поражение Германии стало неотвратимо.

### Моральный аспект
С точки зрения влияния на моральный дух для немецкого флота Ютландское сражение стало безусловно славной страницей. На ранних этапах войны вся слава боевых подвигов доставалась сухопутным войскам, а флот отстаивался в базах. Но в Ютландском сражении, несмотря на превосходящие в два раза силы противника, Флоту открытого моря удалось проявить героизм и с честью выйти из сражения. Британский флот, овеянный до этого ореолом непобедимости, понёс более тяжёлые потери. На родине моряков встречали как героев. Кайзер объявил 2 июня национальным праздником. Несколько дней Берлин был увешан флагами. Кайзер 5 июня посетил флот и лично приветствовал моряков. Он заявил, что отныне «дух Трафальгара развеян». Командующие германскими соединениями Хиппер и Шеер получили высшую военную награду — крест «Pour le Merite». Им были присвоены чины вице-адмирала и полного адмирала соответственно и пожаловано дворянство. Шеер от него отказался, а Хиппер принял и получил приставку «фон» к фамилии. Хотя ряд авторов считают Ютланд причиной дальнейшего бездействия флота в 1917—1918 годах, упадка морального духа и восстания на флоте, факты говорят о том, что после Ютланда моральный дух на флоте был очень высок.
Лето 1916 года выдалось не очень удачным для войск коалиции Центральных держав. 4 июня Брусилов начал своё наступление в Галиции, его поддержали итальянцы в Трентино. 1 июля британцы и французы начали наступление на Верден. 1 августа итальянцы захватили у австрийцев Горицию. Ряд авторов считает, что если бы в Ютландском сражении Гранд-флит добился бы разгрома Флота открытого моря, это могло бы по примеру Цусимского сражения привести к падению духа немцев и прекращению войны. Вильсон отмечает, что экипажи выживших кораблей в будущем были использованы для набора экипажей подводных лодок. Также было бы легче закупорить Гельголандскую бухту минными постановками, сделав выход в море подлодок невозможным. И в случае разгрома германского флота в Ютландском сражении эти экипажи неоткуда было бы набрать. Оппоненты, в частности Фрост, полагают, что сказать однозначно, помогло бы это в будущей борьбе с подводными лодками, целостности восточного фронта и России, успехов на западном фронте сложно. Но однозначным является мнение о том, что разгром германского флота привёл бы к более быстрому завершению войны и это сохранило бы многие жизни.
Для британского духа Ютландское сражение стало тяжёлым испытанием. Взлетевшие на воздух четыре британских корабля оказали удручающее впечатление на моряков. Битти после боя заявил: «что-то не так с нашими кораблями. И что-то не так с нашей системой». Британские моряки мечтали о возможности встретиться в бою с германским линейным флотом. Но когда сражение состоялось, противник смог избежать разгрома, потеряв при этом меньше, чем британский флот. Осторожная тактика Джеллико позволила уберечь флот в бою от больших потерь. Но эта тактика вылилась в то, что он больше был озабочен не тем, чтобы выиграть сражение, а тем, чтобы не дать его выиграть противнику. Формально флот выполнил свою задачу — противник бежал с «поля сражения», набеги линейных крейсеров на побережье прекратились, а после выхода в море в августе 1916 года Флот открытого моря практически не предпринимал попыток вступить в новый бой. Но в коммюнике, подготовленном Адмиралтейством, сообщалось о потере британским флотом от десяти до шестнадцати кораблей, в том числе трёх линейных крейсеров. И что противник потерял один линейный крейсер, возможно один линкор, два лёгких крейсера и множество миноносцев. Сообщение производило впечатление катастрофы. Газеты разразились уничижающей критикой флота, и общественное мнение, жаждавшее повторения Трафальгара, в целом негативно восприняло результаты битвы.
Одним из негативных последствий было деление британского офицерского корпуса на два лагеря — «школу Джеллико» и «школу Битти». Первые поддерживали действия Джеллико, вторые считали, что лучше было иметь во главе флота решительного Битти. Тем не менее есть все основания полагать, что в следующем сражении, если бы оно состоялось, британские моряки действовали бы не менее мужественно.
Осторожность Джеллико оправдывается тем, что в случае решительного сражения Британия потеряла бы слишком много кораблей и утратила бы лидерство на морях в пользу одной из нейтральных стран, в частности США. Но, по оценкам самих американцев, при уничтожении 23 немецких капитальных кораблей Британия из своих 42 потеряла бы не больше 14, то есть все равно имела бы 28 капитальных кораблей в строю. Это все равно было бы больше 12 кораблей первой линии, имевшихся на тот момент в американском флоте. Преимущество было бы ещё более очевидным, если учесть дефицит в американском флоте лёгких крейсеров и эсминцев. Но Джеллико решил не идти на риск и сохранил свои корабли.
Но Джеллико не придал значения воздействия морали на противника. Наполеон оценивал соотношение материального и морального аспекта в сражении как один к трём. «Дух Нельсона» требовал использовать любую возможность для разгрома противника. Джеллико же упустил свои, отдав инициативу противнику. В целом это негативно сказалось на моральном состоянии флота. При этом для американцев и японцев был развеян миф о непобедимости британцев, и они никогда более не страшились планировать против них боевые действия. По иронии судьбы Вашингтонским соглашением 1922 года Британии пришлось закрепить своё равенство с американским флотом, пустив на слом большую часть сбережённых в Ютландском сражении линкоров.

## Анализ и сравнения

### Артиллерия

#### Орудия
Британские 343-мм и 381-мм орудия имели угол подъёма стволов до 20°, что обеспечивало им максимальную дальность стрельбы свыше 23 000 ярдов (21 000 м). 50-калиберные 305-мм орудия линкоров типов «Сент-Винсент», «Колоссус» и на «Нептуне» имели угол возвышения 15° и дальность до 21 200 ярдов (19 400 м). 305-мм 45-калиберные орудия, стоявшие на типах «Инвинсибл», «Индефатигебл» и «Беллерофон», имели высоту подъёма только до 13,5°, что давало дальность только до 18 850 ярдов. У «Эджинкорта» 305-мм 45-калиберные орудия имели максимальный угол возвышения 16° и дальность до 19 000  м. Стволы 356-мм орудий «Канады» имели угол возвышения 20°, и были самыми дальнобойными, с максимальной дальностью стрельбы 22 000 м (24 060 ярдов).
Германские 305-мм 50-калиберные орудия имели ограниченный угол возвышения — 13,5°, что давало им дальность в районе 19 000 — 21 000 ярдов (17 400 — 19 200 м) в зависимости от изношенности стволов. Исключение составлял «Принц-регент Луитпольд» который мог поднимать орудия до 16° что обеспечивало ему максимальную дальность до 22 400 ярдов (20 500 м). 50-калиберные 280-мм орудия «Мольтке» имели дальность 19 500 ярдов (17 800 м), а у «Зейдлица» — 21 000 ярдов (19 200 м). 45-калиберные орудия «Фон дер Танна» и линкоров типа «Нассау» имели угол возвышения до 20° и дальность до 22 000 ярдов (20 100 м). Британские орудия имели скрепление ствола проволокой и оснащались поршневым затвором системы Велина. Германские орудия скреплялись кольцами и оснащались скользящим вертикальным клиновым затвором Круппа. Все германские и британские 381-мм, 356-мм и 343-мм орудия показали хорошую кучность стрельбы. Стрельба из 305-мм британских орудий была в основном неточной.
Британцы имели преимущество в максимальной дальности стрельбы, но линейные крейсера Битти в начале боя не смогли им воспользоваться. В отдельные моменты «бега на север» старший артофицер «Дерфлингера» Хаазе отмечал, что линкоры типа «Куин Элизабет» вели огонь на дистанциях свыше дальности стрельбы германских орудий. После Ютландского сражения в целях увеличения дальности стрельбы башни германских линкоров с 305-мм орудиями были переделаны для возможности подъёма стволов орудий до 16°, как это было проделано ранее на «Принце-регенте Луитпольде».

#### Снаряды
Боезапас британских крупнокалиберных орудий составлял обычно по 100 снарядов на ствол, немецких — 80-90. На британских кораблях боезапас состоял из трёх типов снарядов — бронебойного с макаровским колпачком, полу-бронебойного («коммон») с бронебойным колпачком и фугасного с носовым взрывателем. Приблизительно 60 % боезапаса составляли бронебойные снаряды. В боекомплект 381-мм орудий фугасные снаряды не входили.
На немецких кораблях в боезапас входили бронебойные с макаровским колпачком и фугасные без колпачка с донным взрывателем (по сути полубронебойные). Последних не было на кораблях с 280-мм орудиями, а в боезапас 305-мм орудий входило порядка 70 % бронебойных снарядов.
Баллистический наконечник почти всех снарядов имел радиус оживала 4 калибра, но на старых германских 280-мм 529 фунтовых (240 кг) снарядах додредноутов он был меньше двух. Стакан бронебойного снаряда изготавливался в обоих флотах из никелевой стали. Но на британских он дополнительно закалялся. Бронебойный колпачок изготавливался из мягкой стали. Заряд взрывчатого вещества в германском снаряде состоял из 3 % тротила. У британского было такое же количество лиддита. Германские взрыватели имели временную задержку, британские нет. Британский полубронебойный снаряд также имел закалённый стакан и бронебойный колпачок из мягкой стали и снаряжался 6-9,5 % чёрного пороха. Германский фугасный снаряд снаряжался 6,5 % TNT. Британский фугасный — 13-14 % лиддита или на некоторых TNT.
Германские снаряды подтвердили своё хорошее качество, и в большем ряде случаев взрыватель надёжно срабатывал после пробития брони на расстоянии 3-5 м за бронёй. Британские снаряды работали хуже. В большинстве случаев они раскалывались при попадании, происходила детонация лиддита при попадании, разрывались при прохождении брони из-за нулевой задержки взрывателя. Поэтому основной эффект взрыва оставался снаружи. Также по правилам стрельбы британцы открывали огонь полубронебойными снарядами, приспособленными для разрыва при прохождении тонкой брони и плохо работающими по толстой броне. И только после накрытия цели переходили на бронебойные.

#### Пороховые заряды
Британский метательный заряд для 305-381-мм орудий состоял из четырёх частей кордита MD. Каждая часть находилась в шёлковом картузе, и для облегчения зарядки с каждой из сторон находились воспламеняющие заряды. Эти заряды состояли из чёрного пороха, служили для одновременного воспламенения частей порохового заряда при выстреле и были легко подвержены возгоранию.
Германский флот начинал войну с порохом RPC/06, но к моменту Ютланда он был практически везде заменён на RPC/12. Последний являлся первым представителем порохов на нелетучем растворителе и был мало подвержен разложению и менее взрывоопасен, чем британский кордит. Пороховой заряд в германских 305-мм и 280-мм 45- и 50-калиберных орудиях состоял из двух частей. Основной заряд находился в гильзе, и воздействию огня была открыта только одна из сторон заряда. Вспомогательный заряд меньшей массы находился в шёлковом картузе и не имел воспламеняющих зарядов. Единственный воспламеняющий заряд находился с торца основного заряда у дна гильзы. По сравнению с британской, подобная конструкция уменьшала риск несанкционированного возгорания воспламеняющего заряда.

#### Конструкция башен
На капитальных кораблях обоих флотов орудия главного калибра располагались в двухорудийных башнях. Существенным недостатком конструкции британских башен было наличие перегрузочного отделения непосредственно под башней. Пороховые заряды и снаряды из погребов подавались сначала в него, а затем уже в башню к орудиям. Практика показала, что барбет, защищающий перегрузочное отделение, может пробиваться осколками снаряда, что приводило к возгоранию находившихся в отделении зарядов. Хотя немецкие башни в целом повторяли эту конструкцию, на новейших линкорах типа «Байерн» подача боеприпаса осуществлялась непосредственно из погреба в башню. Эта конструкция была применена и на последнем германском линейном крейсере «Гинденбург», вошедшем в строй уже после Ютланда.
Распространено мнение, что взрывы британских линейных крейсеров связаны с их слишком слабой броневой защитой. Однако это не совсем так. Из 136 барбетов британских капитальных кораблей принявших участие в сражении только на «Колоссусе» и «Геркулесе» они имели толщину более 254 мм. И любой из них мог быть пробит 305-мм германским бронебойным снарядом с дистанции менее 14 000 ярдов. Также могли быть пробиты и крыши башен. Пробитие барбетов с возгоранием пороховых зарядов в боевом или перегрузочном отделении, а также в системах подачи происходило и на германских линейных крейсерах — на «Дерфлингере» выгорело две башни. Причиной гибели британских линейных крейсеров стала не слабая защита, а то, что пламя от воспламенившихся зарядов проникало в погреба, и это приводило к взрыву. У повышенной взрывоопасности было несколько причин. Основная — взрывоопасность британского кордита. Там, где немецкий порох выгорал, британский взрывался. В бою у Доггер-банки на «Зейдлице» пламя проникло в погреба двух кормовых башен. Башни выгорели, но это не привело к гибели корабля. Если бы на «Зейдлице» в Доггер-банке были британские заряды, он бы непременно взорвался. Также вопрос заключался в защите погребов от проникновения пламени. Немцы после Доггер-банки отметили, что благодаря своевременному затоплению погребов, часть зарядов, находившихся в металлических пеналах, не воспламенилась. Поэтому после Доггер-банки они приняли меры по уменьшению в системах подачи количества зарядов, особенно вынутых из защитного пенала. Британцы же после Доггер-банки пришли к выводу о недостаточной скорострельности своих орудий. Поэтому для ускорения подачи боезапаса к орудиям на линейных крейсерах и ряде линкоров перед боем предварительно заготовили вынутые из защитного кожуха пороховые заряды в перегрузочном отделении и погребах, а также держали открытыми противопожарные двери между подбашенным пространством и погребом. Также на ряде британских кораблей (в частности на «Инвинсибле») из систем подачи были убраны пламянепроницаемые заслонки, так как из-за ненадёжной конструкции отмечались заедания и замедлялась подача боезапаса . Всё это увеличило вероятность проникновения пламени в погреба. Также система затопления самих погребов на британских кораблях была недостаточно быстродействующей. Полное затопление погреба на немецком корабле занимало 15 минут, на британском — 30. При этом на германских кораблях вместе с затоплением начинала работать система распыления воды в погребе.
Максимальная скорострельность германских 305-мм и 280-мм установок составляла три выстрела в минуту. Скорострельность британских орудий не превышала 2 выстрелов в минуту. Несмотря на общее мнение, что немцы стреляли чаще, это верно не для всех британских кораблей. Так, «Лайон» первые пять залпов сделал в течение 2,5 минут (интервал 38 сек), в то время как его оппонент «Лютцов» те же пять залпов сделал за 3 минуты (интервал 40 сек). Правда, на большем промежутке времени «Лютцов» за 19 минут сделал 31 залп (интервал 38 сек) и попал шесть раз, «Лайон» же за первые 14,5 минут сделал двадцать залпов (интервал 46 секунд), попав всего два раза. «Дерфлингер» сделал по «Куин Мери» шесть залпов за 2 минуты 25 секунд (интервал 29 сек). Но и цифры по отдельным британским кораблям не хуже. «Мальборо» по «Гроссер Курфюрсту» сделал 14 залпов за 6 минут (интервал 28 сек), попав три раза. «Айрон Дюк» сделал по «Кёнигу» девять залпов за 4 минуты 50 секунд (интервал 36 секунд), попав семь раз. Время полёта снаряда для германских кораблей было больше — 21 сек для «Дерфлингера» и от 21 до 29 сек для «Лютцова», против 15 сек для «Мальборо» и 17-18 сек для «Айрон Дюка».

#### Управление артиллерийской стрельбой
Задачей системы управления стрельбой является выработка углов наведения орудий. Вертикальный угол наведения (прицел) зависит от дальности стрельбы, а горизонтальный угол наведения (целик) соответствует пеленгу на цель. Так как цель подвижна, за время полёта снаряда на больших дистанциях необходимо учитывать временно́е изменение расстояния (ВИР) и временно́е изменение пеленга (ВИП). С учётом ВИР и ВИП прицеливание осуществляется в точку упреждения.
В британской системе начальное направление на цель и дальность определялись в вращающемся командно-дальномерном посте, который располагался в башенке на задней части боевой рубки. Данные о дальности и пеленге на цель от директора передавались в центральный артиллерийский пост (ЦАП), где рассчитывались углы вертикального и горизонтального наведения. К этим углам могли задаваться поправки с помощью автоматов изменения дальности (range clocks), которые автоматически добавляли к вычисленным углам наведения задаваемую вручную величину ВИР. Для автоматического расчёта поправок в британской системе присутствовал прибор Дюмареска, который рассчитывал их на основе закладываемых в прибор параметров движения цели и собственного корабля. Этот прибор находился под директором и передавал рассчитанные данные в ЦАП. Полученные углы наведения из ЦАП передавались в орудийные башни, где уже задачей наводчика было установить башни и орудия на переданные из ЦАП углы — так называемая система «слежения за указателем» (follow the pointer). Таким образом, осуществлялось централизованное наведение орудий по горизонтальному и вертикальному углу и одновременная стрельба орудий по сигналу от главного артиллерийского офицера. В британской системе в ЦАП также находился так называемый «столик Дрейера», аналоговое электромеханическое вычислительное устройство, использовавшее данные дальномеров и визиров, гирокомпаса, прибора Дюмареска и пр. и распечатывавшее поправки в углы наведения с учётом данных пристрелки.
Германская система управления стрельбой была более простой. Она была сходна с британской, но в ней не было аналога столика Дрейера. При этом горизонтальное наведение осуществлялось с помощью командно-дальномерного поста. Но вертикальное наведение орудий по данным ЦАП осуществлялось наводчиком в башне самостоятельно, и открытие огня также производилось индивидуально. Также в германской системе использовался расчёт изменения дальности по данным изменения дальности, полученных от дальномеров. В Ютландском сражении этот способ использовал «Зейдлиц».
Из-за неточности дальномеров при централизованном управлении стрельбой происходил процесс так называемой пристрелки. Старший артофицер наблюдал за падением снарядов своего корабля и по ним проводил корректировку первоначально полученных значений дальности, ВИР и ВИП. В британском флоте использовался «метод вилки» (bracket system). Давался первый залп по начальным данным. Наблюдалось падение снарядов. В зависимости от того, был перелёт или недолёт, начальное значение дальности изменялось на заранее заданный шаг. Дальность менялась до того момента, пока не происходило падение одного залпа перед целью, а другого за ней. Тогда шаг изменения дальности делился пополам, и давался следующий залп. Шаг постепенно уменьшался, пока не происходило накрытие цели, и только тогда открывался огонь на поражение. Начальный шаг как правило был 400 ярдов, но мог быть увеличен при плохом освещении или большой дальности. При таком методе необходимо было сделать несколько пристрелочных залпов. При этом, чтобы дать следующий залп, необходимо было подождать падения предыдущего. Так как на большую дальность время полёта снаряда занимало 20-30 секунд, процесс пристрелки был достаточно медленным. Немцы использовали более прогрессивный «метод пристрелки уступом» (ladder system). Сразу, не дожидаясь падения снарядов, давались три залпа. Один по дальности, полученной с дальномера, один на дальности больше на один шаг, третий на шаг меньше. При таком методе накрытия цели добивались гораздо быстрее. Особенно с учётом того, что немецкие дальномеры были точнее, и начальный шаг был одна-две сотни ярдов.
В Ютландском сражении условия освещённости и повреждения вносили свои коррективы в способы ведения огня. Лишь небольшое число британских кораблей и только во время первых двух фаз боя могло использовать столик Дрейера, так как он требовал постоянного наблюдения за целью. Его использовали «Лайон» и «Нью Зиленд». «Малайя» использовала его в начале «бега на юг», артофицер «Уорспайта» сообщал, что вообще им не пользовался.
На 381-мм линкорах КДП было два, второй располагался на фор-марсе. Однозначного вывода, какое из размещений лучше, сделано не было. У немцев КДП располагались на носовой и кормовой боевой рубках. Носовой пост был основным, но ряд кораблей использовали и кормовой — например, «Лютцов» при стрельбе по «Инвинсиблу». Немцы сделали вывод о необходимости размещения дальномера и КДП на фор-марсе и «Дерфлингер» во время ремонта получил трёхногие мачты с КДП на британский манер.

#### Дальномеры
Британские 9-футовые дальномеры показали себя недостаточно точными при стрельбе на больших дальностях. При открытии стрельбы в начале «бега на юг» дистанция, измеренная дальномерами на как минимум четырёх британских линейных крейсерах, была в среднем на 2000 ярдов больше реальной дальности порядка 16 000 ярдов. Тем не менее «Айрон Дюк», оснащённый этими дальномерами, показал хорошие результаты стрельбы. 15-футовыми дальномерами были оснащены все 381-мм британские линкоры и «Орион». Они показали весьма хорошую точность определения дистанции. Германские корабли были оснащены стереоскопическим дальномерами, которые в условиях Ютландского сражения показали себя лучше британских. Они лучше работали в условиях дымки, быстрее и точнее определяли дальность и её изменение. Но британские офицеры отмечали, что на длительном периоде точность немецкой стрельбы падала. Это связывалось с усталостью глаз наблюдателей из-за специфики работы стереоскопического дальномера.

#### Расход боезапаса и результаты стрельбы
| Расход боезапаса и попадания | Расход боезапаса и попадания | Расход боезапаса и попадания | Расход боезапаса и попадания | Расход боезапаса и попадания | Расход боезапаса и попадания | Расход боезапаса и попадания | Расход боезапаса и попадания | Расход боезапаса и попадания | Расход боезапаса и попадания |
| Соединение                   | снаряды ГК                   | снаряды ГК                   | снаряды ГК                   | снаряды ПМК                  | снаряды ПМК                  | снаряды ПМК                  | Торпеды                      | Торпеды                      |                              |
| Соединение                   | Выпущено                     | Попадания                    | %                            | Выпущено                     | Попадания                    | %                            | Выпущено                     | Попадания                    |                              |
| ---------------------------- | ---------------------------- | ---------------------------- | ---------------------------- | ---------------------------- | ---------------------------- | ---------------------------- | ---------------------------- | ---------------------------- | ---------------------------- |
| Британский флот              |                              |                              |                              |                              |                              |                              |                              |                              |                              |
| 1, 2 и 4-я эскадры ЛК        | 1539                         | 57                           | 3,70                         | 755                          | 4                            | 0,38                         | 3                            |                              |                              |
| 5-я эскадра ЛК               | 1099                         | 29                           | 2,64                         | 147                          | 4                            | 0,38                         | 2                            |                              |                              |
| 1 и 2-я эскадры ЛКР          | 1469                         | 21                           | 1,43                         | 136                          | 4                            | 0,38                         | 8                            |                              |                              |
| 3-я эскадра ЛКР              | 373                          | 16                           | 4,29                         | 4                            | 4                            | 0,38                         |                              |                              |                              |
| Броненосные крейсера         |                              |                              |                              | ?                            | 2                            |                              |                              |                              |                              |
| Лёгкие крейсера              |                              |                              |                              | 1398                         | 25                           | 1,79                         | 10                           | 1                            |                              |
| Эсминцы                      |                              |                              |                              | 1700                         | 21                           | 1,24                         | 71                           | 5                            |                              |
| Итого британцы               | 4480                         | 123                          | 2,75                         |                              |                              |                              | 94                           | 6                            |                              |
| Германский флот              |                              |                              |                              |                              |                              |                              |                              |                              |                              |
| Линкоры                      | 1927                         | 57                           | 2,96                         | 2062                         | 37                           | 1,06                         | 1                            |                              |                              |
| Линейные крейсера            | 1670                         | 65                           | 3,89                         | 1429                         | 37                           | 1,06                         | 7                            |                              |                              |
| Лёгкие крейсера              |                              |                              |                              | 1998                         | 74                           | 3,70                         | 7                            | 1                            |                              |
| Миноносцы                    |                              |                              |                              | 2400                         | 2                            | 0,083                        | 97                           | 2                            |                              |
| Итого немцы                  | 3597                         | 122                          | 3,39                         |                              |                              |                              | 112                          | 3                            |                              |

В бою Гранд-флит выпустил 4480 крупнокалиберных снарядов, Флот открытого моря — 3597. Британцы использовали примерно равное количество бронебойных и полубронебойных (так называемый «коммон») снарядов с бронебойным колпачком. Фугасные снаряды в бою против хорошо бронированных германских кораблей не применялись. Немцы использовали примерно (считается что погибший «Лютцов» израсходовал все свои 200 полубронебойных снарядов) 3160 бронебойных и 437 полубронебойных. Германский полубронебойный снаряд не имел бронебойного колпачка. Обращает на себя внимание низкий расход снарядов 1-й британской дивизии линкоров — всего 34 снаряда за весь бой.
В Ютландском сражении германская стрельба была в основном превосходной. Благодаря стереоскопическим дальномерам и методу пристрелки уступом немцы быстрее накрывали цель, и в целом их огонь был точнее. Это преимущество хорошо характеризует процент попаданий снарядами главного калибра. Суммарно британский флот добился 123 попаданий, или 2,75 % от выпущенных снарядов, немецкий − 122 попаданий или 3,39 %. Превосходный результат германских линейных крейсеров в начале сражения в первую очередь обусловлен именно прекрасной стрельбой — 3,89 % против 1,43 % у линейных крейсеров Битти. Более чем двукратное преимущество. Вместе с тем ряд авторов отмечает, что четверть попаданий немцев — это попадания в британские броненосные крейсера с малых дистанций и, если рассматривать результаты немцев без ночного расстрела «Блэк Принца» практически в упор (1000 ярдов), результаты будут менее впечатляющими — 110 попаданий при 3570 выпущенных — 3,08 %.
Наилучших результатов за время боя добился «Лютцов» — 5 % попаданий. Не сохранилось точных данных по расходу снарядов «Мольтке» во время «бега на юг», но при 14 попаданиях его результат должен был быть превосходным. Ряд британских кораблей также показал хорошие результаты стрельбы. При худших чем у «Лютцова» условиях видимости на пару «Бархэм» и «Вэлиант» на большой дальности добились 33 — 34 попаданий при 625 выпущенных, что даёт 3,68-3,84 %. 3-я эскадра линейных крейсеров показала превосходный результат — добилась 16 попаданий при 373 выпущенных, что даёт 4,29 %.
Германские линкоры и линейные крейсера расходовали гораздо больше снарядов среднего калибра, добившись при этом лучших результатов — 37 попаданий против 23 у британских. Обращает на себя внимание слабое участие британских лёгких крейсеров в бою — девять выживших немецких крейсеров выпустили больше снарядов, чем 26 британских. При этом немцы добились 74 попаданий, а британцы всего 25.
Британские эсминцы выпустили меньшее количество снарядов — около 1700 против 2400 у германских миноносцев, но добились лучших результатов — минимум 21 попадание против всего 2 у немцев.

### Торпеды
Ютландское сражение показало возросшую роль торпедного оружия. Эсминцы оказывали значительное влияние на тактику использования линкоров даже в дневное время. При этом при атаках навстречу движущемуся флоту эсминцы могли выпускать торпеды на дистанциях до 100 каб. В силу подвижности и малоразмерности цели это делало очень трудным срыв их атаки артиллерийским огнём линкоров.
Британцы показали лучшие результаты при применении торпед — 6 попаданий («Зейдлиц», «Поммерн», «Висбаден», «Росток», «Фрауэнлоб» и V29) из 95 выпущенных торпед. Немцы 2-3 («Мальборо», «Шарк» и возможно «Номад») из 105. Более низкий результат германского флота объясняется наблюдавшимися дефектами германских торпед, которые не выдерживали глубину хода, и неучастием германских миноносцев в ночных атаках.

### Защита
Максимальная толщина броневого пояса, пробитого на британском корабле — 229 мм на «Тайгере» 280-мм снарядом. Британские 381-мм и 343-мм снаряды несколько раз попадали в 350-мм и 300-мм германскую броню, но не пробили её. 300-мм броня была пробита только один раз — пояс «Зейдлица» был пробит 305-мм снарядом, выпущенным с дистанции 9500 ярдов. Таким образом, толстая вертикальная броня достаточно хорошо защитила корабли.
Защита главного калибра сработала хуже — 260-мм и 230-мм барбеты германских линейных крейсеров были пробиты несколько раз. На «Лайоне» и «Тайгере» снаряды пробили крышу башен. 229-мм барбет был пробит 280-мм снарядом на «Тайгере» и 305-мм снарядом на «Принцесс Ройал».
Средняя броня защищала от снарядов среднего калибра, но легко пробивалась крупнокалиберными снарядами. Попадание через 152-мм верхний пояс привело к сильному пожару в каземате 152-мм орудий на «Малайе». Это попадание и несколько попаданий ниже ватерлинии привели британцев к выводу о том, что главный пояс должен идти без утоньшения глубже под воду и подыматься до главной палубы. Торпедное попадание в «Мальборо» выявило необходимость сплошной противоторпедной переборки в районе погребов и машинно-котельных отделений. На немецких кораблях значительное число попаданий пришлось в слабо защищённую носовую оконечность корпуса перед барбетом башни «А». Это стало причиной обширных затоплений и послужило причиной гибели «Лютцова» и тяжёлого положения «Зейдлица». На новых германских проектах приняли решение продлить толстый пояс дальше в носовую часть и убрать носовой торпедный отсек.
Горизонтальная защита оказалась недостаточной на кораблях обоих флотов. В целом виде через бронепалубу не проник ни один снаряд, но несколько раз осколки проникали в жизненно важные части корабля. После Ютландского сражения британцы увеличили толщину бронепалуб и крыши башен на капитальных кораблях. Срочному перепроектированию в целях усиления бронезащиты подвергся проект линейного крейсера «Худ». Переосмысление опыта Ютландского сражения привело к переходу на новых британских проектах на систему защиты «всё или ничего».

### Прочее
Для управления 150-мм орудиями немецкие капитальные корабли и лёгкие крейсера оснащались централизованной системой управления стрельбой, что давало им преимущества в бою по сравнению с британскими кораблями. Но «Вестфален», нанёсший наибольшие повреждения британским эсминцам, не был оснащён этой системой.
Британцы не имели ничего подобного немецкой системе ночной идентификации с помощью цветных огней. Также немцы искусно пользовались передачей ложных сигналов, запутывая британцев. Немецкая система постановки дымовой завесы с использованием химических реагентов показала себя превосходно и была лучше британского способа формирования дыма при горении нефти.

### Тактика и действия командующих
В Ютландском бою проявились недостатки линейной тактики. Боевая линия была трудноуправляемой и негибкой, что затрудняло охват или преследование противника. Эта тактика показала невозможность принудить к решительному бою маневрирующего противника, использующего для уклонения торпедные атаки и постановку дымовых завес. Многие британские офицеры отмечали эти недостатки, но до конца войны ничего в качестве замены этой тактики придумано не было.
Единственным старшим флагманом, который хорошо проявил себя в бою, был Хиппер. Отмечаются как его решительные действия, так и умелое управление своим соединением. По отношению к Шееру мнение исследователей неоднозначно. С одной стороны флот под его управлением смог совершить во время боя три боевых разворота, выполнение которых под огнём противника многие считали невозможным. Он считается талантливым полководцем, но, тем не менее, своим маневрированием два раза поставил германский флот в положение охвата противником головы боевой линии. Фрост, к примеру, считает это явным признаком недостатка тактических навыков.
Джеллико показал прекрасные навыки управления флотом, но в его действиях не хватало решительности. У Битти решимости было не занимать, но он сделал ряд ошибок, что говорит о недостатке у него соответствующих навыков. Де-факто наибольшие потери понёс флот линейных крейсеров, находившихся под его управлением. Он потерял два линейных крейсера, имея двукратное преимущество перед Хиппером (10:5). Среди ошибок Битти отмечают позднее вступление в бой 5-й эскадры линкоров, плохую стрельбу соединения, неспособность организовать связь с подчинёнными эскадрами, плохое ведение разведки в целях флота.
Британские командующие эскадрами проявили себя также не на высоте. Им не хватало инициативы, а командующие крейсерскими эскадрами не выполнили свою основную задачу — разведку. В лучшую сторону от них отличается командир 2-й эскадры Гуденаф, который обнаружил подход Шеера и следил за его передвижениями под огнём германских линкоров. В целом положительно отмечаются действия командующего 5-й эскадрой линкоров Эван-Томаса.
Германские младшие флагманы проявили себя лучше. Отмечаются удачные действия командующих миноносными флотилиями и прекрасно проведённая ими торпедная атака, позволившая завершить Шееру третий боевой разворот, инициатива командующего 2-й эскадрой додредноутов Мауве, прикрывшей отход линейных крейсеров в последнем дневном бою.
Вместе с тем, все исследователи отмечают, что на результатах боя сильно сказались плохие условия видимости. А Кэмпбелл считает, что большую часть сражения они играли даже более значительную роль, чем действия адмиралов.

## Заключение
Обе стороны завысили оценку потерь противника, скрыв свои. И если первое являлось добросовестным заблуждением, то второе было нормальной практикой во время войны. На этих основаниях обе стороны заявили о своей победе. На деле же Ютланд не оказался решительным сражением, ничего не изменив в соотношении сил сторон и слабо повлияв на дальнейший ход войны. Вместе с тем следует признать, что имевший неоспоримое преимущество Гранд-Флит упустил противника, не принудив его к бою, и понёс при этом более тяжёлые потери. Германский флот хоть и не добился триумфа, однако ему можно присудить «победу по очкам» как более слабому противнику.

### Комментарии
1. ↑  «Конкерерор» находился в ремонте, «Орион» занимался отладкой турбин в Гриноке, реквизированные «Эджинкорт» и «Эрин» к бою не готовы и требуют проведения курса боевой подготовки.
2. ↑  Цифра 15 скорее всего не отражает действительность, потому что Джеллико не мог знать реального состояния дел по германским кораблям. И её следует уменьшить как минимум до 14. Так, 3 ноября набег на Ярмут прикрывали только 14 германских дредноутов. При этом число дредноутов первых трёх серий составляло 13. Из линкоров четвёртой серии типа «Кёниг» к началу ноября курс боевой подготовки прошёл только «Гроссер Курфюрст», который и принял участие в прикрытии набега на Ярмут. Следующий за ним «Кёниг» завершил подготовку только 23 ноября 1914 года. «Макрграф» — 12 декабря 1914, а «Крон Принц» 8 ноября 1914 годы только был введён в строй. Поэтому количество боеготовых дредноутов в германском флоте в начале ноября не могло превышать 14.
3. ↑  англичане имели примерно столько же подводных лодок, как немцы
4. ↑  Учтены только орудия, способные стрелять на один борт
5. ↑  По Кэмпбелу, выгорание башни произошло только в 16:28. — С. 47.
6. ↑  В этой фазе боя есть два попадания в «Маркграф», время которых не известно
7. ↑  (Как уже упоминалось, время двух попадания в «Маркграф» точно не известно)
8. ↑  Данные о пустившем торпеду миноносце противоречивы. Таррант даёт данные о том, что это G41, выходивший в атаку вместе с Регенсбургом. Кэмбпелл на стр. 402 говорит о том, что это S54 и что это было позже, так как попаданий торпед в это период боя в «Шарк» не было.
9. ↑  По всей видимости речь идет о нормальном водоизмещении, хотя это в источнике и не оговорено. Цифры водоизмещения несколько различаются по источникам. В переводе 1935 года работы Вильсона, стр 181, общий тоннаж составляет 113 570 против 60 250. Кэмпбел не приводит общей цифры, но в начале своей книги на страницах 18 — 24 приводит ТТХ кораблей противников и даёт отличные от Фроста цифры по отдельным кораблям.
10. ↑  миноносец
11. ↑  Не показаны по одному попаданию 305-мм снарядом в броненосцы «Поммерн» и «Шлезвиг-Гольштейн»
12. ↑  По подсчётам Кэмпбелла — 68 против 79, если учитывать погибшие, то 85 против 104
13. ↑  (прим. По источникам цифры несколько отличаются. За основу взяты цифры Кэмпбела, который провел детальный анализ архивов и источников с обеих сторон. По немецкому флоту эти цифры в основном совпадают с немецкими официальными данными, приведенными у Тарранта)
14. ↑  в ряде книг переводится как фугасный
15. ↑  Они обстреливали одни и те же цели и выделить точное количество попаданий конкретного корабля невозможно
16. ↑  расход по погибшим кораблям не известен